# Massif du Luberon
Vous lisez un « bon article » labellisé en 2007.
Pour les articles homonymes, voir Luberon.
Le massif du Luberon est un massif montagneux peu élevé qui s'étend d'est en ouest entre les départements des Alpes-de-Haute-Provence et de Vaucluse en France. La première mention du massif est antérieure au début de l'ère chrétienne (Louerionos). La forme moderne Luberon (ou Lubéron selon une graphie actuellement contestée) est attestée à partir du XVIIIe siècle.
Le massif, comprenant notamment les montagnes du Grand et du Petit Luberon, mesure plus de soixante kilomètres de long pour une largeur de cinq kilomètres environ, et son point culminant est le Mourre Nègre, sommet arrondi qui s'élève à 1 125 mètres d'altitude, dans le Grand Luberon. L'hydrologie du relief comprend plusieurs rivières et sources et un seul plan d'eau, l'étang de la Bonde. Composé de roches du Mésozoïque comme du Tertiaire, majoritairement calcaire, le massif est riche en fossiles de la fin du secondaire, et comprend de nombreuses carrières.
Son climat de type méditerranéen lui apporte une saisonnalité très marquée des pluies et des températures qui favorise une grande variété d'écosystèmes, et par là une économie variée. Soumise à une émigration marquée sur le dernier quart du XXe siècle, la population connaît un habitat hétéroclite, dû principalement aux contraintes de l'activité agricole. Si ses flancs sont peuplés dès le Paléolithique et que ses ressources naturelles permettent aux populations périphériques de se développer, sa situation géographique ne prend une importance stratégique qu'au Moyen Âge et décline à l'époque moderne. Le massif se trouve désormais au cœur du parc naturel régional du Luberon et devient au fil du temps un lieu emblématique de la haute Provence, réputé au-delà des frontières de l'Hexagone.
Le massif connaît depuis son peuplement une forte activité agricole, notamment grâce à son vignoble, couvert par deux appellations d'origine contrôlée. Le tourisme s'est développé depuis l'époque contemporaine, alors que le commerce des marchés de Provence date de l'époque médiévale ; ces deux activités influent fortement sur l'économie de la région.

## Toponymie
La forme la plus ancienne connue du nom, Louerionos, est donnée par le géographe grec Strabon, qui écrivait à l'époque de l'empereur Auguste : « Les auteurs grecs les plus récents nomment les Salyens celto-ligures et leur attribuent tout le pays de plaine qui s'étend jusqu'au Louerion et au Rhône », puis Léberon, présent dans un dictionnaire de 1743 ou Leberon, déjà présent sur les cartes de Cassini (vers 1779), et dont on trouve des traces à partir de la deuxième moitié du XVIe siècle, et jusque dans la deuxième moitié du XVIIIe siècle, et au début du XIXe siècle, au moment de la création du département de Vaucluse. Ce nom perdure jusqu'au milieu du XIXe siècle. On trouve sur certaines cartes de géographie scolaires que l'on utilisait au milieu du XXe siècle le massif désigné sous le nom de Lébéron, mais il s'agit tout de même d'éditions parisiennes. La graphie « Luberon » se rencontre cependant déjà fin XVIIIe - début XIXe siècle, et s'établit au début du XIXe siècle,.
Des dictionnaires ou encyclopédies comme Larousse et Le Robert admettent les formes Luberon ([lybøʁɔ̃]) ou Lubéron ([lybeʁɔ̃]). L'orthographe et la prononciation « Lubéron » sont toutefois à éviter au profit de Luberon.
Selon Charles Rostaing, le nom du Luberon serait basé sur une racine prélatine *Lup-, « hauteur », suivie du double suffixe -air-one, que l'on retrouve dans le nom du Cithéron, montagne de l'ancienne Béotie. Les Fénié reprennent cette explication, et expliquent le passage de [p] à [b] par l’attraction du provençal loba. Selon Pierre-Yves Lambert, Louernos est un mot celte, gaulois, qui signifie « renard », et se retrouve peut-être dans ce toponyme, ce qui en ferait le « mont aux renards ».
Parmi les étymologies fantaisistes, on trouve celle de « vallée des loups », peut-être liée à la présence de très nombreux loups dans le Luberon, qui attaquaient les troupeaux de moutons. Le dernier loup fut aperçu en 1922, cependant il semblerait que plusieurs meutes aient commencé à repeupler ce territoire depuis (cinq à six meutes en 2021 selon le parc régional du Luberon).
En occitan provençal, il est noté Leberon selon la norme classique ou Leberoun selon la norme mistralienne. Dans les deux cas, le e de la seconde syllabe se prononce é (Lébéroun). Dans son Trésor du Félibrige, Frédéric Mistral traduit le nom du massif en français en Léberon. Il précise en outre que les formes Liberoun (« Libéroun ») et Luberoun (« Lubéroun ») existent également en provençal. Toutes ces formes sont des variantes locales en Provence. Dans le sous-dialecte rhodanien du provençal, le -e avant une consonne se prononce parfois -œ selon les cas alors que dans la majeure partie de la Provence, le -e conserve sa prononciation en -é. Les orthographes modernes « Lubéron » et « Luberon » ne sont que le résultat d'un vestige des prononciations provençales, toutes deux valides selon l'endroit où l'on se situe en Provence.

## Géographie

### Situation

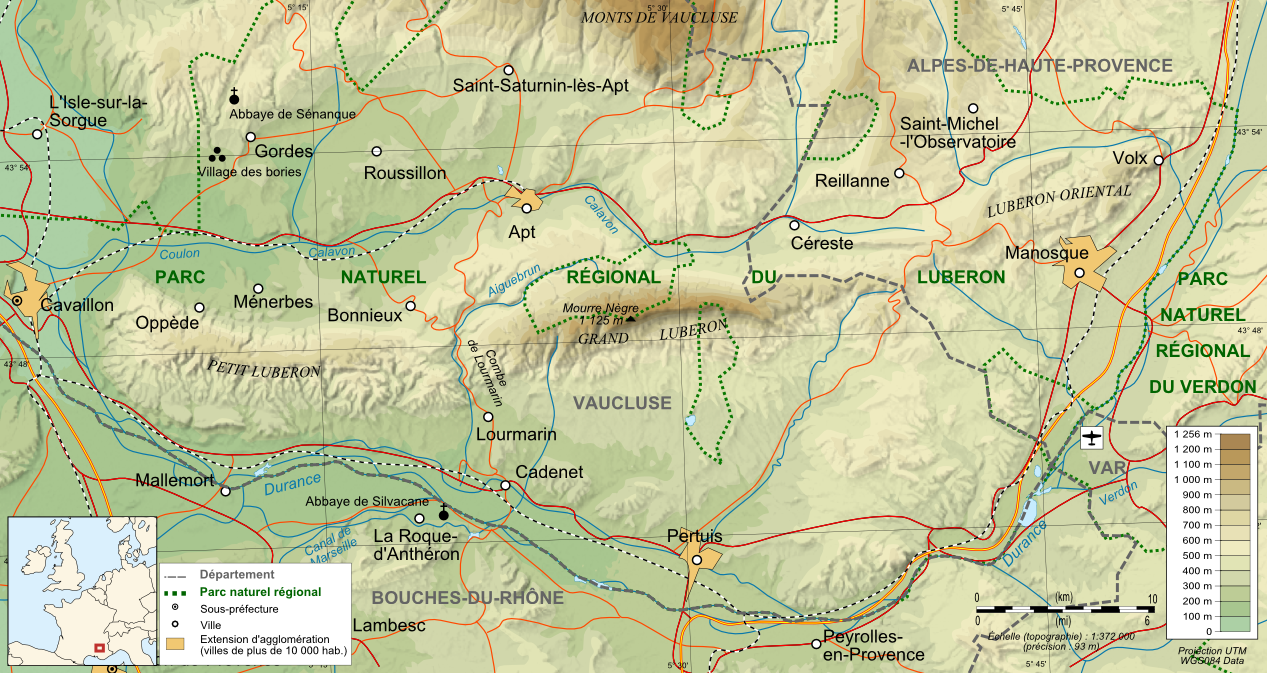
Le massif du Luberon et ses environs.

Le massif du Luberon est un massif des Préalpes situé dans le sud de la France, à cheval entre les départements de Vaucluse et des Alpes-de-Haute-Provence (région Provence-Alpes-Côte d'Azur), à 70 kilomètres au nord de Marseille. Il s'étend sur 60 kilomètres d'est en ouest pour cinq kilomètres de largeur moyenne.
Il est limité par le Calavon et les monts de Vaucluse au nord et la Durance au sud.
Quatre villes se sont développées autour de lui : Apt au nord, Cavaillon à l'ouest, Pertuis au sud et Manosque à l'est.

### Topographie
Ce massif comprend plusieurs « montagnes » : le Grand Luberon et le Petit Luberon en sont les principales. Il existe également un Luberon oriental dont les altitudes sont comprises entre 280 et 790 mètres à Bellevue et qui correspond à la partie la plus à l'est du massif. Toutefois, de nombreuses cartes anciennes ou guides n'en font pas mention, ne parlant que du Grand et du Petit Luberon,.
C'est la rivière de l'Aiguebrun traversant le massif du nord au sud qui sépare le Petit Luberon du Grand Luberon. Celle-ci a creusé une combe que l'on nomme la combe de Lourmarin.
Le Grand Luberon, où culmine le Mourre Nègre (1 125 mètres), est la partie principale du massif tant en taille qu'en longueur et largeur. Il est situé à l'est de la combe de Lourmarin, au sud de la sous-préfecture de Vaucluse Apt et des monts de Vaucluse, à l'ouest et au nord du lit de la Durance qui longe tout le massif d'est en ouest en partant de Manosque, descendant jusqu'à Pertuis et remontant jusqu'à Cavaillon.

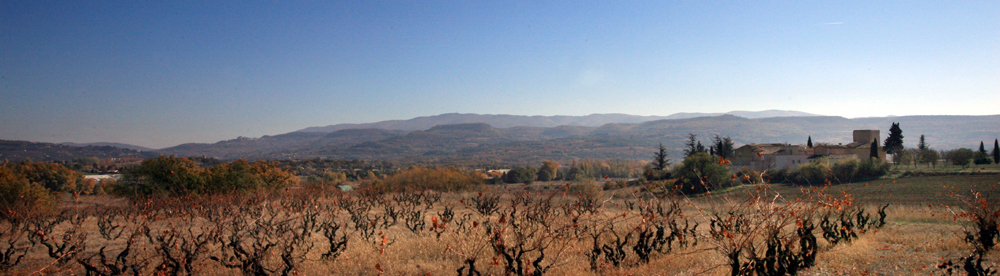
Le Grand Luberon, depuis le nord-ouest, avec en premier plan les vignes puis un hameau de la vallée du Calavon.

Le Petit Luberon, quant à lui, correspond au triangle Cavaillon, Apt, Lourmarin, au sud de la vallée du Calavon qui le sépare des monts de Vaucluse. Ce triangle, situé dans la partie du massif à l'ouest de la combe de Lourmarin, commence à une altitude de 110 mètres et culmine à une altitude de 726 mètres au Mourre de Cairas.

### Accès et voies de communications

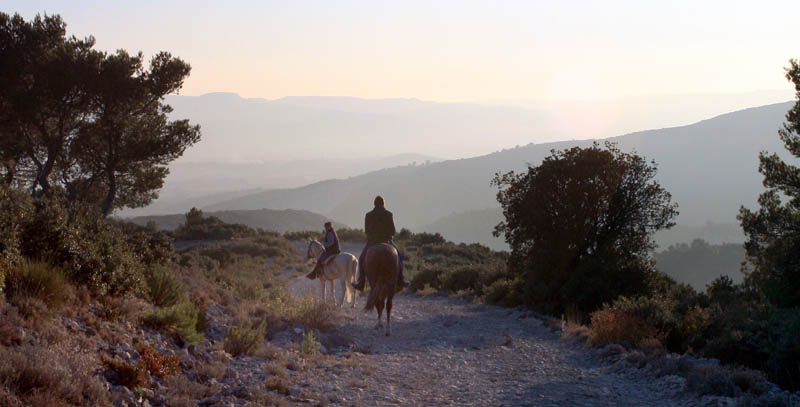
Cavaliers en Luberon (sur le chemin des cavaliers).

Le Luberon oriental et le Grand Luberon sont séparés par une voie de communication nord-sud : la D 907, puis la D 455.
Le Petit Luberon et le Grand Luberon sont également séparés par un axe de communication nord-sud : la D 943 qui relie Lourmarin à Apt, par le col du Pointu et la combe de Lourmarin. Une bifurcation par la D 36 permet de rejoindre Bonnieux.

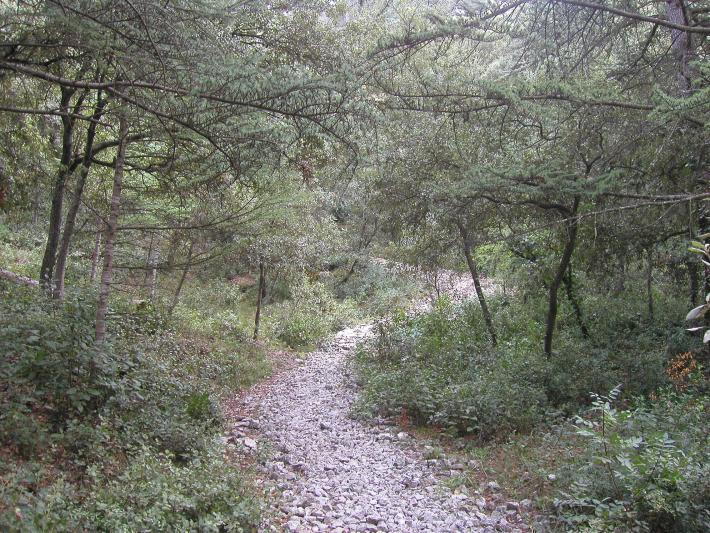
Draille montant sur le Luberon au niveau de Robion.

Plusieurs chemins permettent la découverte du Luberon. Certains sont réservés aux marcheurs — dont les GR 4, 6, 9, 92 et 97 —, VTTistes ou cavaliers.
D'autres sont ouverts ou semi-ouverts (restriction en période de sécheresse) à la circulation routière. Le « chemin des crêtes » et le « chemin des cavaliers » parcourent ainsi les sommets du Grand Luberon (dont le Mourre Nègre culminant à 1 125 mètres et le Gros Collet à 1 064 mètres). Accès par Lourmarin (ou variante par Cucuron ou Auribeau) joignant à la frontière départementale la route départementale de Vaucluse 33 qui devient 31 dans les Alpes-de-Haute-Provence. Une route équivalente existe sur le Petit Luberon passant par la forêt des cèdres, mais celle-ci est fermée à la circulation motorisée sur une grande partie de son tracé.

### Hydrographie
Le Calavon, dont la vallée se situe au nord du Petit Luberon, borde aussi une partie du Grand Luberon alors que la Durance contourne le massif par le sud.
L'Aigue Brun traverse le massif du nord au sud, de la commune de Sivergues vers celle de Lourmarin.

#### Sources
Un réseau de fissures et de galeries s'est creusé dans la roche calcaire du Petit Luberon (ainsi qu'une petite partie du Grand Luberon) sous l’action des eaux de pluie et d’infiltration (on parle d'un système karstique). L’eau qui y circule alimente des sources, permanentes ou temporaires, en piémont du massif. Le massif est en relations hydrogéologiques avec l'aquifère de Vaucluse. De nombreux petits cours d'eau y prennent naissance puis se rejoignent pour se jeter dans le bassin collecteur de la Durance : les principaux ruisseaux sont l'Aigue Brun (Lourmarin), le Réal (Ménerbes), le Valadas (Oppède), le Boulon et l'Escalon (Robion), le Régalon (Mérindol), le Renard (Cabrières-d'Aigues) et le Laval (Cucuron).

#### Galeries drainantes
Importants réseaux de galeries drainantes à Cabrières-d'Avignon, Lauris et à Gordes au lieu-dit « le vallon ». Le Luberon compte des puits horizontaux datant de l'époque romaine appelés aussi « mines ».

#### Retenues et lac artificiels
L'étang de la Bonde, au pied du versant méridional, est, avec son diamètre d'environ 500 mètres, sa superficie de 30 hectares et sa profondeur de 2 à 5 mètres, le seul plan d'eau conséquent des environs du massif. Il est situé dans les communes de Cabrières-d'Aigues et La Motte-d'Aigues. En amont de cette dernière, les torrents de Pissay et du Pas de l'Oulle se rejoignent et leur cours, détourné du ruisseau de l'Ourgouse, alimentent l'étang depuis le XVe siècle. L'aqueduc qui l'approvisionne a été construit par Fouquet d'Agoult afin de constituer une réserve d'eau pour le château de La Tour-d'Aigues qui est désormais gérée par la société du canal de Provence. L'eau, non potable, sert pour l'irrigation et il est possible d'y pratiquer la baignade, la planche à voile et la pêche.

### Géologie
Le Luberon est constitué de roches datant de la fin du Mésozoïque jusqu'au milieu du Cénozoïque. Le Petit Luberon est constitué d'une zone très large de calcaires argileux coupés par des bancs plus durs de calcaires (Néocomien) formant de grandes falaises. Sur le versant nord, c'est le Barrémien qui occupe la plus grande surface. Le Grand Luberon est formé de calcaires argileux qui lui donnent son aspect arrondi (Hauterivien).

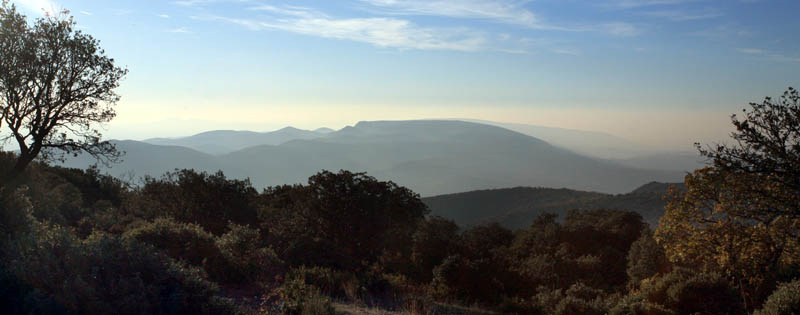
Le Petit Luberon vu par l'est depuis le Grand Luberon.

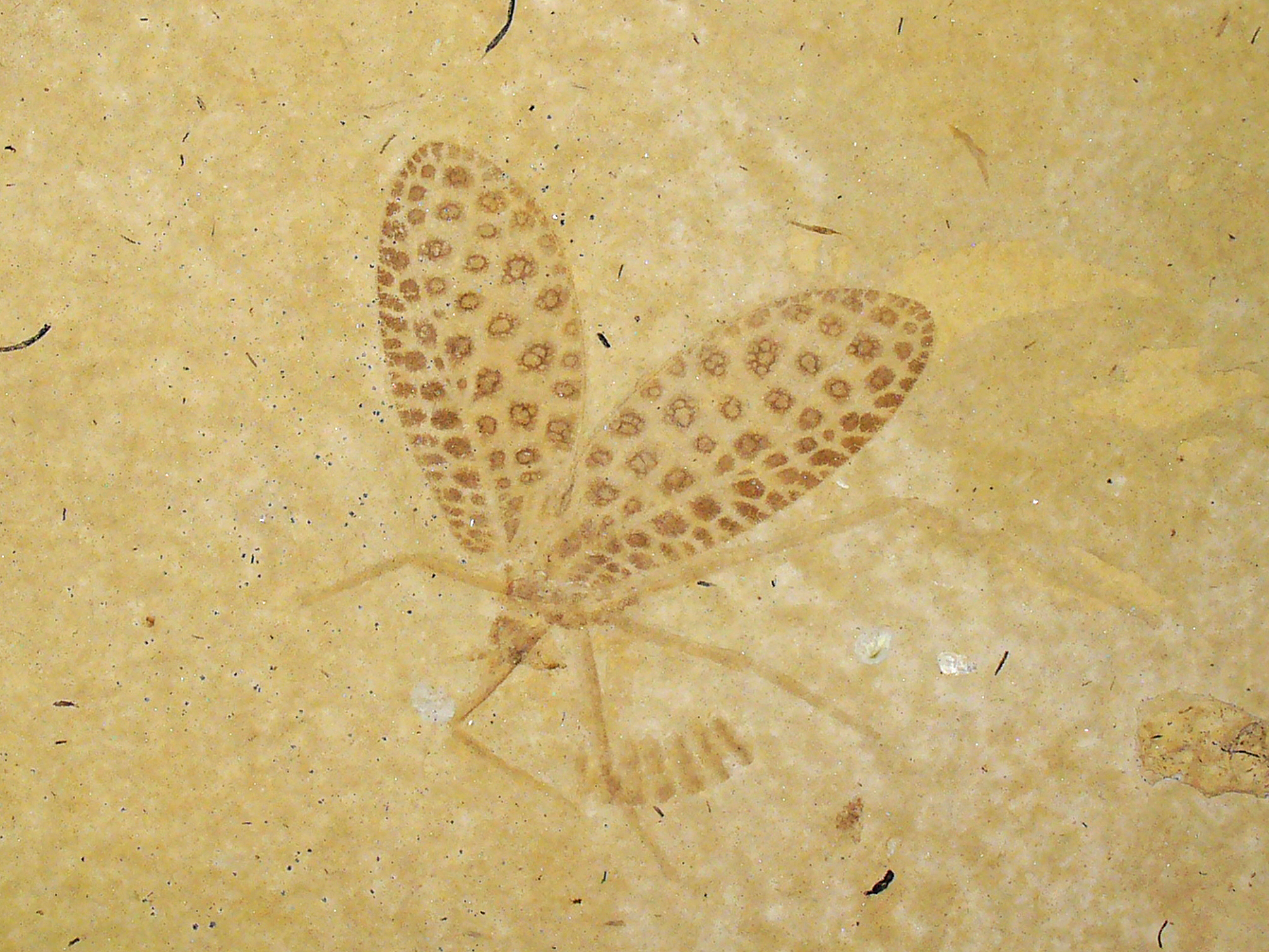
Fossile de Lithymnetoides laurenti, Oligocène, trouvé à Céreste, Museum d'histoire naturelle de Karlsruhe.

Sur l'échelle des temps géologiques, le Luberon est constitué de roches datant de la fin de l'ère secondaire jusqu'au milieu de l'ère tertiaire.
Le massif montagneux est formé de terrains secondaires (Crétacé inférieur), la plaine qui l'entoure étant principalement tertiaire. Un pointement volcanique d'âge burdigalien existe dans le Grand Luberon, au-dessus de Peypin-d'Aigues : pipe bréchique à ciment basaltique.
Cette région est, pour cette raison, connue comme étant riche en fossiles de la fin de l'ère secondaire. Ainsi, le site paléontologique d'Oppedette correspond à ce que l'on appelle un « lagerstätt », un gisement montrant une grande qualité de préservation et où quasiment tous les grands groupes sont représentés.
Les lignes de chevauchement sont situées principalement au sud de la ligne de crête du Petit et du Grand Luberon.

#### Petit Luberon

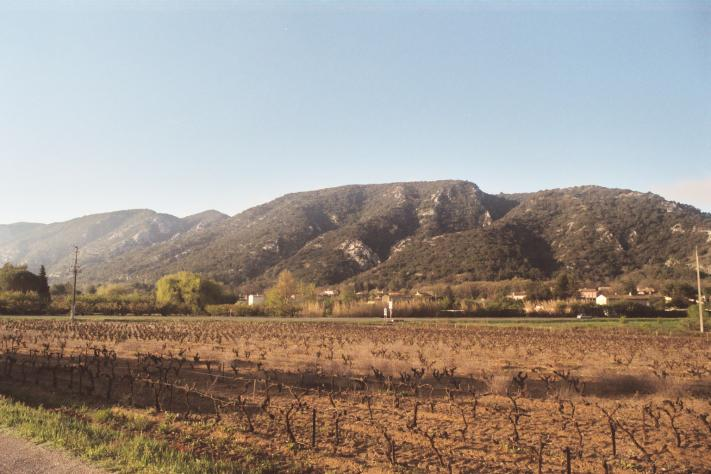
Petit Luberon au niveau de Robion vu depuis le nord-ouest.

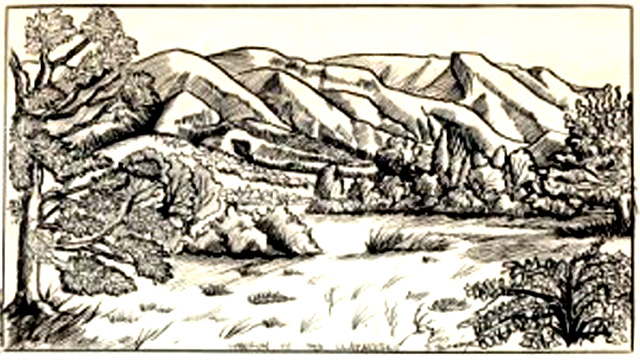
Cuestas du Luberon entre Oppède et Les Taillades (gravure de 1813).

Anticlinal (pli dont le cœur est occupé par les couches géologiques les plus anciennes et présentant une convexité orientée vers le haut) déversé vers le sud, le Petit Luberon possède un plateau sommital formé d’épais calcaires urgoniens (terrains du secondaire, crétacé inférieur). Sur le Petit Luberon, plusieurs carrières, comme celles d’Oppède ou des Taillades, recèlent ou ont recelé des blocs d’un calcaire blanc et pur. La plaine qui l'entoure est principalement d'origine tertiaire (molasses calcaires et safres du Miocène) surtout au nord du massif et du Quaternaire (dépôts fluviatiles, colluvions et éboulis) dès que l’on se rapproche du cours du Calavon ou de celui de la Durance.
Il est constitué d'une zone très large de calcaires marneux coupés par des bancs de calcaire plus durs (Néocomien) formant de grandes falaises. Sur le versant nord, c'est le Barrémien qui occupe la plus grande surface. Le principal sommet du Petit Luberon est le Mourre de Cairas (726 m, sur un vaste replat sommital appelé « Hautes Plaines ». Un refuge est accessible au Trou du Rat.

#### Région d'Apt, entre petit et grand Luberon

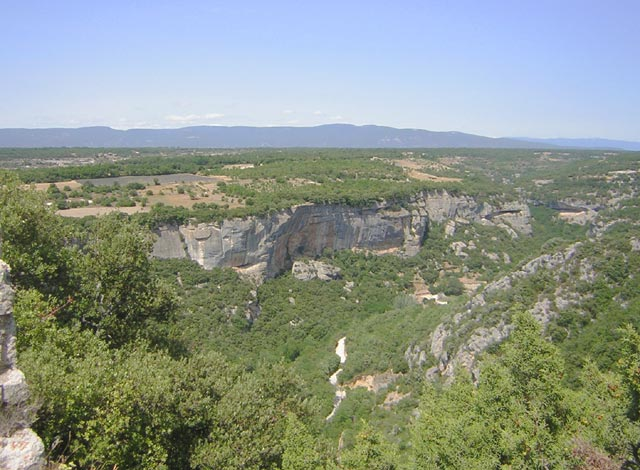
Vallée de l'Aiguebrun depuis le fort de Buoux au nord du Grand Luberon.

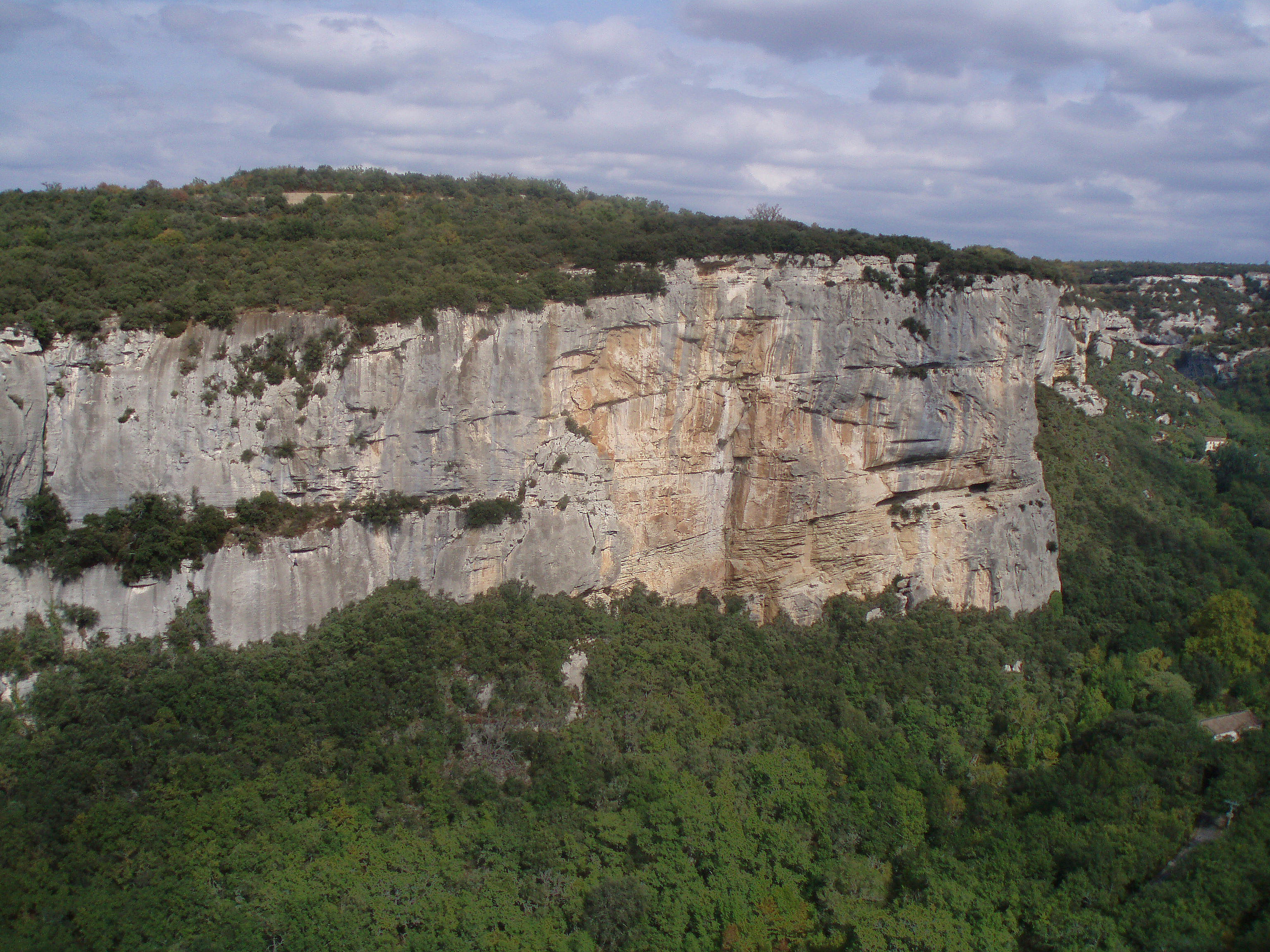
Vue générale de la falaise de Buoux.

On y trouve du Bédoulien (Aptien inférieur), du Gargasien (Aptien moyen) correspondant à la réserve géologique de Gargas et de l'Albien qui forme la vallée d'ocres du Colorado provençal. Même si ces couches géologiques ne sont pas sur le massif du Luberon, beaucoup considèrent qu’elles font quand même partie des « sols du Luberon », étant localisées dans des communes dans le périmètre du parc.
Entre Bonnieux et Auribeau, une zone de Burdigalien composée de marnes, molasses et calcaires gréseux forme les célèbres falaises de Buoux et son fort.

#### Grand Luberon

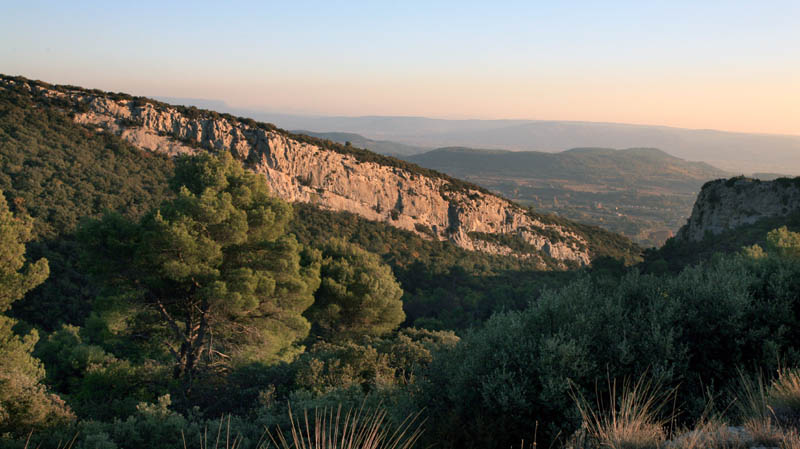
Falaise au sud du Grand Luberon.

C'est un anticlinal formé de plus de 600 mètres de calcaires plus ou moins marneux du Hauterivien - Crétacé. Ces calcaires sont plutôt tendres, ce qui confère au Luberon un relief plutôt arrondi. Son versant nord est plus ou moins abrupt par endroits et son versant sud semble évidé avec en bordure les collines qui relient Peypin-d'Aigues à Cadenet en passant par le nord de Pertuis et Villelaure. Enfin, les premières pentes au nord du massif du Luberon, tout comme une partie de celles situées au sud, sont composées de sols du Miocène avec molasses calcaires, sables et marnes. Au sud-est et à l’est, on trouve des sols de l’Éocène (lors de la phase dite : « phase tectonique pyrénéo-provençale ») et de l'Oligocène (on découvre encore des traces fossiles avec des poissons, des insectes et des végétaux dans des plaquettes calcaires) composés de marnes, calcaires et grès avec parfois brèches et argiles sableuses.
Autour de Grambois, de Montfuron, de Forcalquier, l'Oligocène composé de calcaires en plaquettes, gypse, lignite, argile, dolomie a donné lieu à des exploitations minières. Le principal sommet du Grand Luberon, qui domine l'ensemble du massif, est le Mourre Nègre (1 125 m), ses crêtes sont occupées par des pins noirs et de landes d'altitude. Situé à cheval entre les communes d'Auribeau, de Cabrières-d'Aigues et de Castellet, son sommet abrite une grande antenne-relais de télévision. Une piste VTT permet de monter au Mourre Nègre en partant de Lourmarin.
La combe de Lourmarin est le passage boisé, large d'une quinzaine de kilomètres, qui sépare le Petit Luberon du Grand Luberon. La seule route autorisée à la circulation traverse le massif du sud au nord. Une autre petite route goudronnée, très délabrée, traverse le massif d'est en ouest, par les crêtes, mais elle n'est plus autorisée à la circulation depuis une vingtaine d'années.

#### Luberon oriental
Le Luberon oriental, quant à lui, est principalement composé de ces mêmes sols que l’on retrouve au sud-est et à l’est du Grand Luberon datant de l’Éocène et de l’Oligocène ainsi que de sols du Miocène et quelques rares portions du Quaternaire, là où coulent les rivières naissantes.

### Sismicité
Dans le zonage sismique français de 1991, les cantons de Bonnieux, Apt, Cadenet, Cavaillon, et Pertuis sont classés en zone de sismicité « Ib » (risque faible) ; les autres cantons du département sont classés en zone « Ia » (risque très faible).
Ce zonage, qui correspond aux deuxième et troisième niveaux dans une échelle à cinq niveaux, évalue une sismicité ne se traduisant qu'exceptionnellement par la destruction de bâtiments.
Dans le passé, des séismes d'intensité VIII (soit autour de la magnitude 5 environ sur l'échelle ouverte de Richter) ont eu lieu le long du système de failles de la Moyenne Durance, dans la région de Manosque : à Manosque le 13 décembre 1509 puis le 14 août 1708,, à Beaumont-de-Pertuis en mars 1812, à Volx en mai 1913 ; la périodicité apparente d'environ cent ans de ces séismes fait que certains s'attendent à un séisme dans cette zone dans les prochaines années.
Le tremblement de terre du 14 novembre 1887 est le mieux connu ; il s'est manifesté à Cavaillon avec le plus d'intensité, mais a été ressenti à des kilomètres à la ronde. Il a ainsi ébranlé le clocher de l'église de Gordes.
Le sud du Luberon a également été affecté par le séisme de 1909 en Provence, de magnitude 6, qui fit des dégâts significatifs à Cadenet, Pertuis et Avignon, notamment.
Le zonage sismique de 2011 a revu l'évaluation du risque à la hausse. Dans une nouvelle échelle notée de 1 à 5, le Luberon se trouve dans les zones « 3 » (modérée) à « 4 » (moyenne).

### Climat

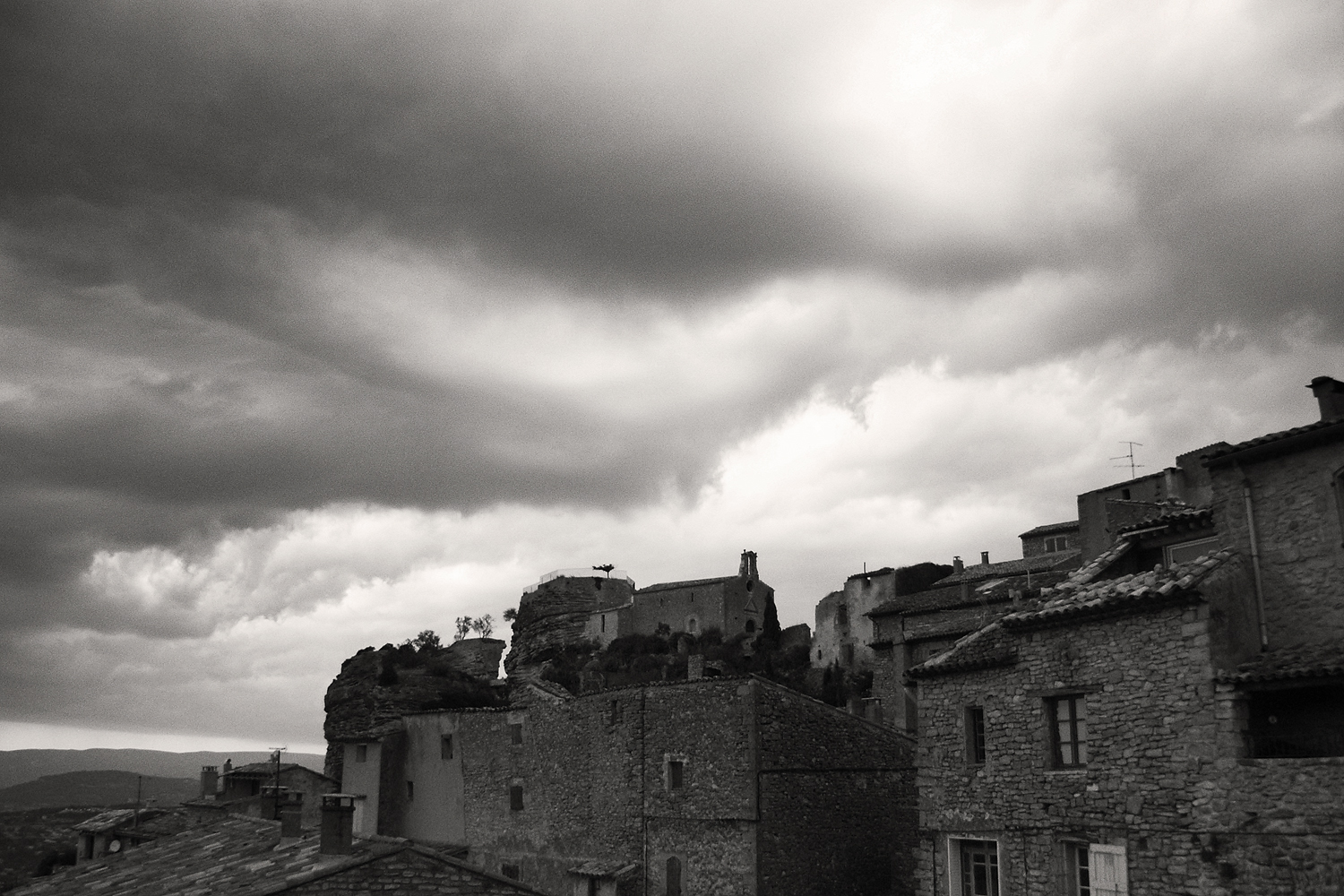
Épisode méditerranéen sur le Luberon, au-dessus de Saignon.

Les secteurs « méridional » et « occidental » du Luberon sont principalement caractérisés par un type de climat méditerranéen et les secteurs « septentrional » et « oriental » par un climat méditerranéen d'intérieur.
Cependant, différentes nuances climatiques peuvent se faire ressentir, comme une influence de type montagnard qui se traduit par des hivers parfois rigoureux et un nombre de jours de gel plus important qu'en basse Provence. De plus, les zones occidentales sont particulièrement exposées au mistral.
Les précipitations moyennes annuelles varient de 600 à 900 mm. Toutefois, l'ouest est plus sec que l'est, tout comme le sud par rapport au nord. En moyenne, le secteur d'Apt reçoit des précipitations supérieures à 700 mm et la partie orientale, plus à l'est, supérieures à 800 mm. Mais de grandes disparités existent selon la saison et l'indice de Gaussen révèle une sécheresse d'un à deux mois selon les années (avec P<2T).

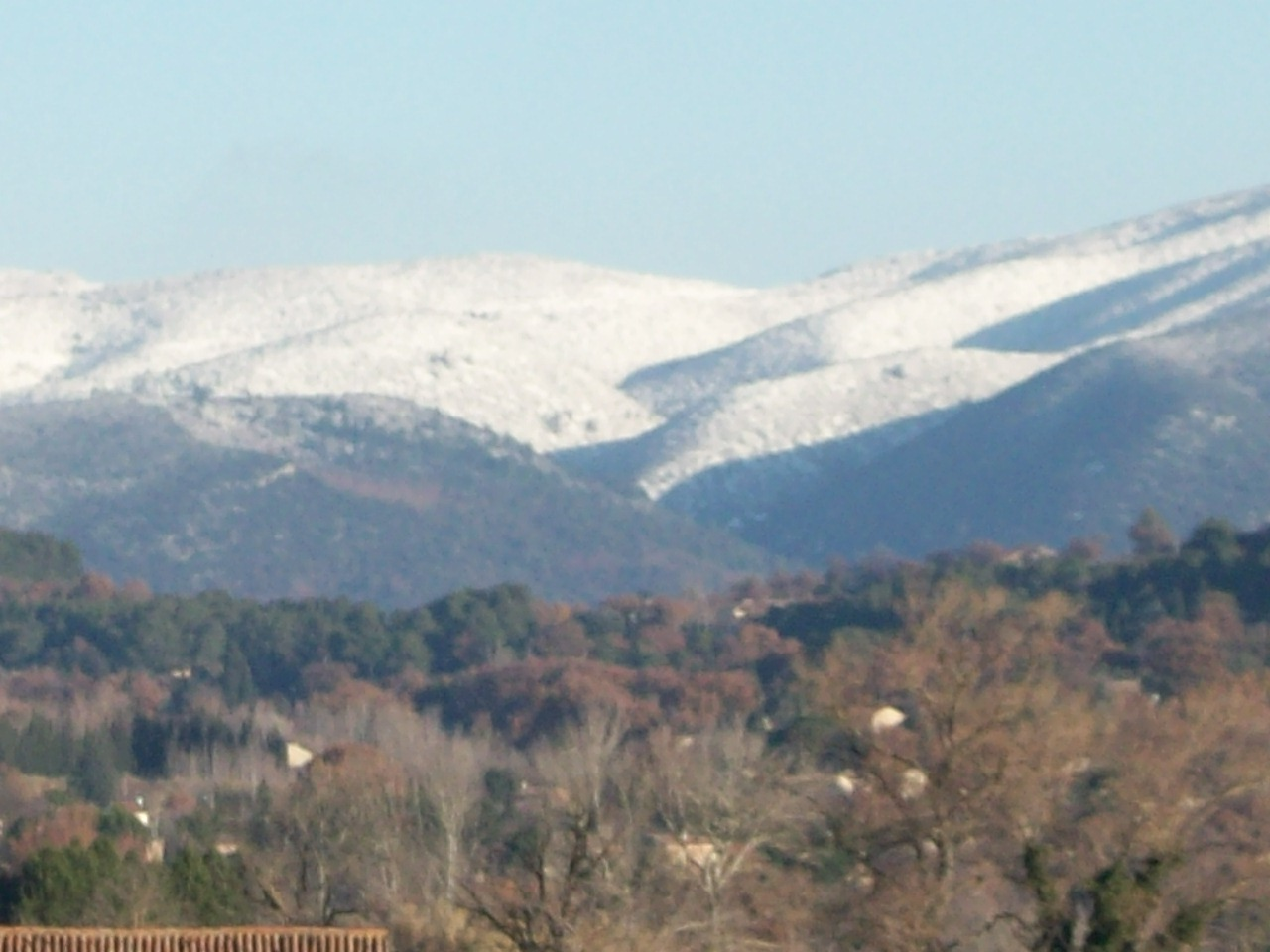
Neige sur le Luberon.

Le climat est soumis à un rythme à quatre temps : deux saisons sèches (une brève en hiver, une très longue et accentuée en été), deux saisons pluvieuses, en automne (pluies abondantes et brutales) et au printemps. Sa spécificité est son climat méditerranéen qui a trois conséquences :
- le mistral assainit le vignoble ;
- la saisonnalité des pluies est très marquée ;
- les températures sont très chaudes pendant l'été.

Secteur nord Luberon (vallée du Calavon)
| Mois                                                        | Janv | Fév  | Mars | Avr  | Mai  | Juin | Juil | Août | Sept | Oct  | Nov  | Déc  | Année |
| ----------------------------------------------------------- | ---- | ---- | ---- | ---- | ---- | ---- | ---- | ---- | ---- | ---- | ---- | ---- | ----- |
| Températures maximales moyennes (°C)                        | 11   | 12   | 16   | 18   | 23   | 27   | 30   | 30   | 25   | 21   | 15   | 12   | 19,2  |
| Températures minimales moyennes (°C)                        | 3    | 4    | 6    | 9    | 13   | 16   | 19   | 19   | 16   | 13   | 7    | 4    | 10,7  |
| Températures moyennes (°C)                                  | 7    | 8    | 11   | 13,5 | 18   | 21,5 | 24,5 | 24,5 | 21,5 | 17   | 11   | 8    | 15,5  |
| Moyennes mensuelles de précipitations (mm)                  | 35,3 | 21,3 | 21,9 | 40,6 | 26,7 | 14,6 | 8,2  | 18,3 | 57,0 | 52,3 | 39,1 | 25,6 | 361,1 |
| Source : Données climatologiques d'Apt (Vaucluse) 2000-2007 |      |      |      |      |      |      |      |      |      |      |      |      |       |

Après une année 2007 caractérisé par une très faible pluviométrie, 435 mm d'eau en pays d'Apt, 2008 avec 1 202 mm, soit 2,8 fois plus, se place juste derrière l'année 1968. Quant à la moyenne des températures, elle augmente de 0,5 °C, l'hiver et le printemps ayant été très doux. Le temps pluvieux a affecté la durée de l'ensoleillement avec une centaine d'heures en dessous de la normale.
| Mois                                                                                    | Janv  | Fév   | Mars  | Avr   | Mai   | Juin  | Juil  | Août  | Sept  | Oct  | Nov   | Déc   | Année |
| --------------------------------------------------------------------------------------- | ----- | ----- | ----- | ----- | ----- | ----- | ----- | ----- | ----- | ---- | ----- | ----- | ----- |
| Températures moyennes (°C)                                                              | 6,9   | 7,7   | 8,7   | 11,9  | 17,2  | 20,5  | 22,7  | 22,4  | 17,9  | 13,8 | 8,3   | 4,6   | 13,6  |
| Températures normales (°C)                                                              | 5,1   | 6,3   | 8,9   | 11,4  | 15,7  | 19,0  | 22,3  | 22,3  | 18,5  | 13,8 | 8,3   | 5,8   | 13,1  |
| Écart avec la normale (°C)                                                              | + 1,8 | + 1,4 | - 0,2 | + 0,5 | + 1,5 | + 1,5 | + 0,4 | + 0,3 | - 0,6 | 0    | - 0,2 | - 1,2 | + 0,5 |
| Moyenne mensuelle de précipitations (mm)                                                | 103   | 43    | 23    | 126   | 157   | 38    | 12    | 29    | 187   | 122  | 160   | 202   | 1 202 |
| Précipitations normales (mm)                                                            | 71    | 56    | 57    | 79    | 70    | 49    | 37    | 53    | 73    | 101  | 74    | 69    | 789   |
| Écart avec la normale (mm)                                                              | + 32  | - 13  | - 34  | + 47  | + 87  | - 11  | - 25  | - 24  | + 114 | + 21 | + 86  | + 133 | + 413 |
| Source : Le Pays d'Apt, n° 191, février 2009 et station de référence météo : Apt (242m) |       |       |       |       |       |       |       |       |       |      |       |       |       |

Secteur sud Luberon (vallée de la Durance)
Cette partie du massif bénéficie d'un climat méditerranéen qui se caractérise essentiellement par sa douceur et par des précipitations généralement faibles, mais parfois très violentes.
| Mois                         | Janv | Fév  | Mars | Avr  | Mai  | Juin | Juil | Août | Sept | Oct  | Nov  | Déc  |
| ---------------------------- | ---- | ---- | ---- | ---- | ---- | ---- | ---- | ---- | ---- | ---- | ---- | ---- |
| Températures maximales(°C)   | 11   | 12   | 16   | 17   | 23   | 27   | 30   | 30   | 25   | 21   | 15   | 12   |
| Températures minimales (°C)  | 3    | 4    | 6    | 8    | 13   | 16   | 19   | 19   | 16   | 13   | 7    | 4    |
| Températures moyennes (°C)   | 7    | 8    | 10   | 13   | 17   | 21   | 24   | 23   | 21   | 16   | 10   | 8    |
| Hauteur de pluie (en mm)     | 35,3 | 21,3 | 21,9 | 40,6 | 20,7 | 14,6 | 8,2  | 18,3 | 57   | 52,3 | 39,1 | 25,6 |
| Source : The Weather Channel |      |      |      |      |      |      |      |      |      |      |      |      |

### Faune et flore

#### Faune
Tout comme pour la flore, le secteur géographique couvert par le massif jouit d'une grande richesse sur le plan de la faune : 17 000 espèces et sous-espèces pour l’entomofaune avec à peu près 2 300 espèces de lépidoptères, soit près de 40 % des espèces vivant en France, 341 espèces et sous-espèces pour la faune vertébrée, 135 espèces d'oiseaux et 21 espèces de chauves-souris soit 70 % des espèces présentes en France, ce qui correspond plus ou moins à 30 % de la flore et 50 % de l'avifaune de l'Hexagone. Ces données soulignent l'importance du nombre des espèces rares ou menacées sur un territoire considéré comme l'un des sites d'intérêt national et européen.

##### Versant sud
Depuis la Durance, on aperçoit de hautes falaises qui constituent un milieu très hostile où seules les espèces les plus rustiques peuvent vivre :
- des insectes (sauterelle, mante religieuse, cigale), des arthropodes, comme la grande scolopendre et le grand scorpion jaune, tous deux très venimeux, des reptiles tels que la vipère aspic, venimeuse mais qui fuit au moindre bruit, la couleuvre à échelons, la couleuvre de Montpellier, le seps, le lézard ocellé, le plus grand lézard d'Europe, pouvant atteindre 90 cm de long[43] ;
- des oiseaux, rapaces diurnes d'une part, comme le circaète Jean-le-Blanc, le plus grand des rapaces du Luberon, le vautour percnoptère[44], le faucon, la buse et l'aigle de Bonelli[44] (toutes espèces menacées), ou nocturnes d'autre part, comme le grand-duc[44], le moyen-duc, le petit-duc, la hulotte. En 1992 et de 2001 à 2006[45], le Petit Luberon, dans la commune de Cheval-Blanc, compte le seul couple d'aigles de Bonelli de Vaucluse et l'un des quinze seuls de la région provençale : c'est pourquoi celui-ci fait l'objet d'un plan de gestion et de protection particulier. Les responsables espèrent à terme un repeuplement[46] ;
- des mammifères comme le sanglier, le blaireau en voie d'extinction, ainsi que le renard roux, l'écureuil, des rongeurs dont le plus petit mammifère du monde, le pachyure étrusque[43]. Le castor a survécu dans la Durance. Toutes les colonies de castors existant en France sont issues de celles ayant survécu dans la région.

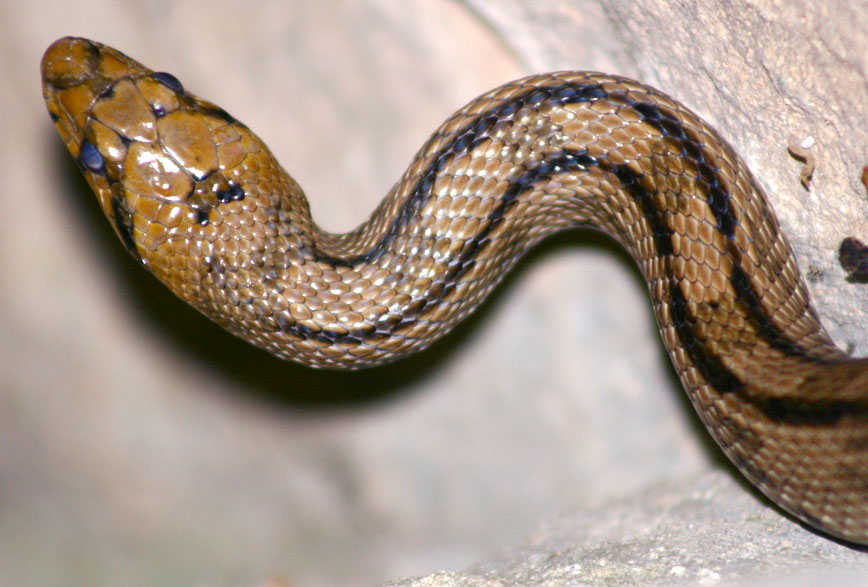
La couleuvre à échelons du Luberon
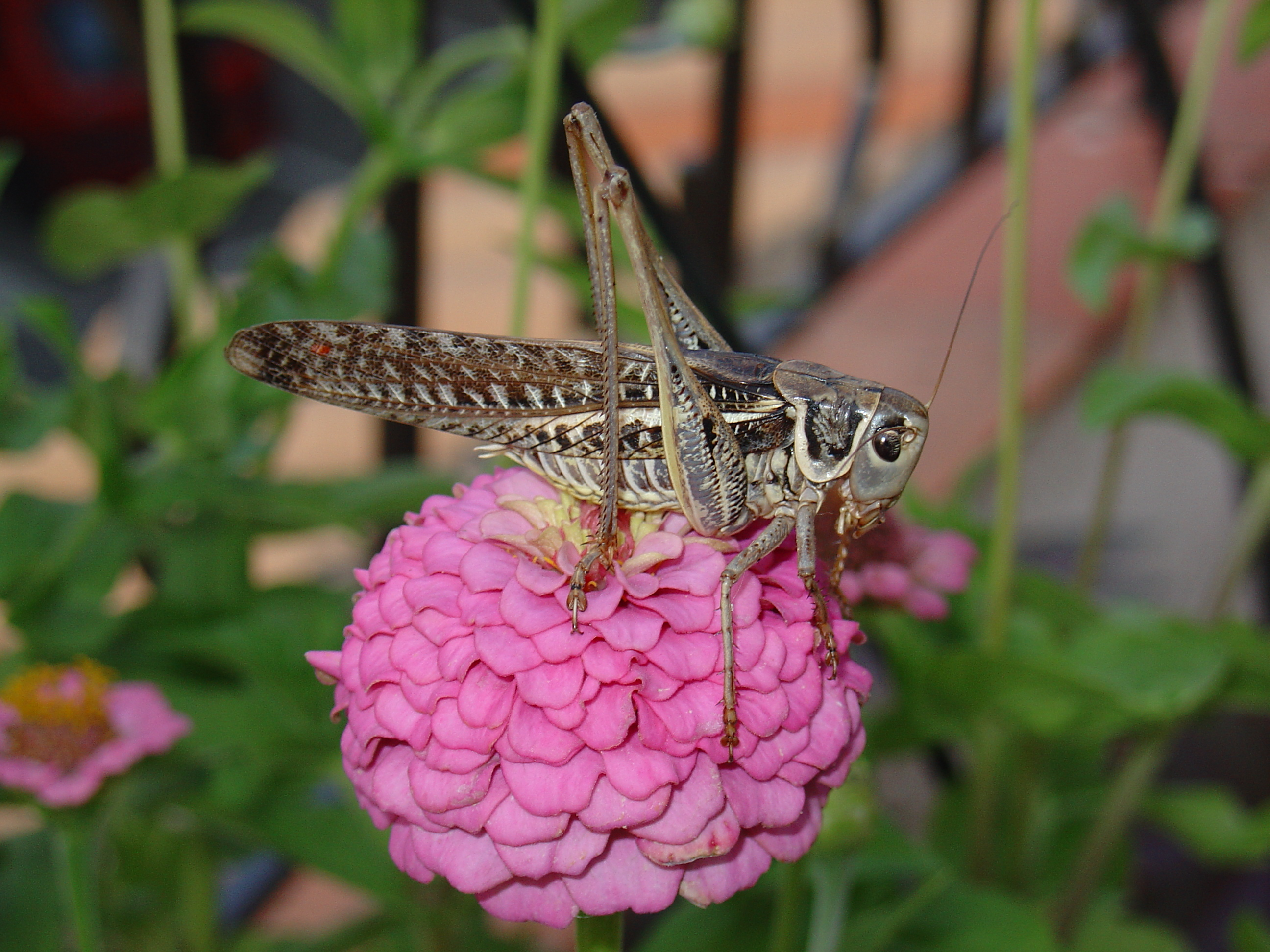
Dectique à front blanc (Decticus albifrons).
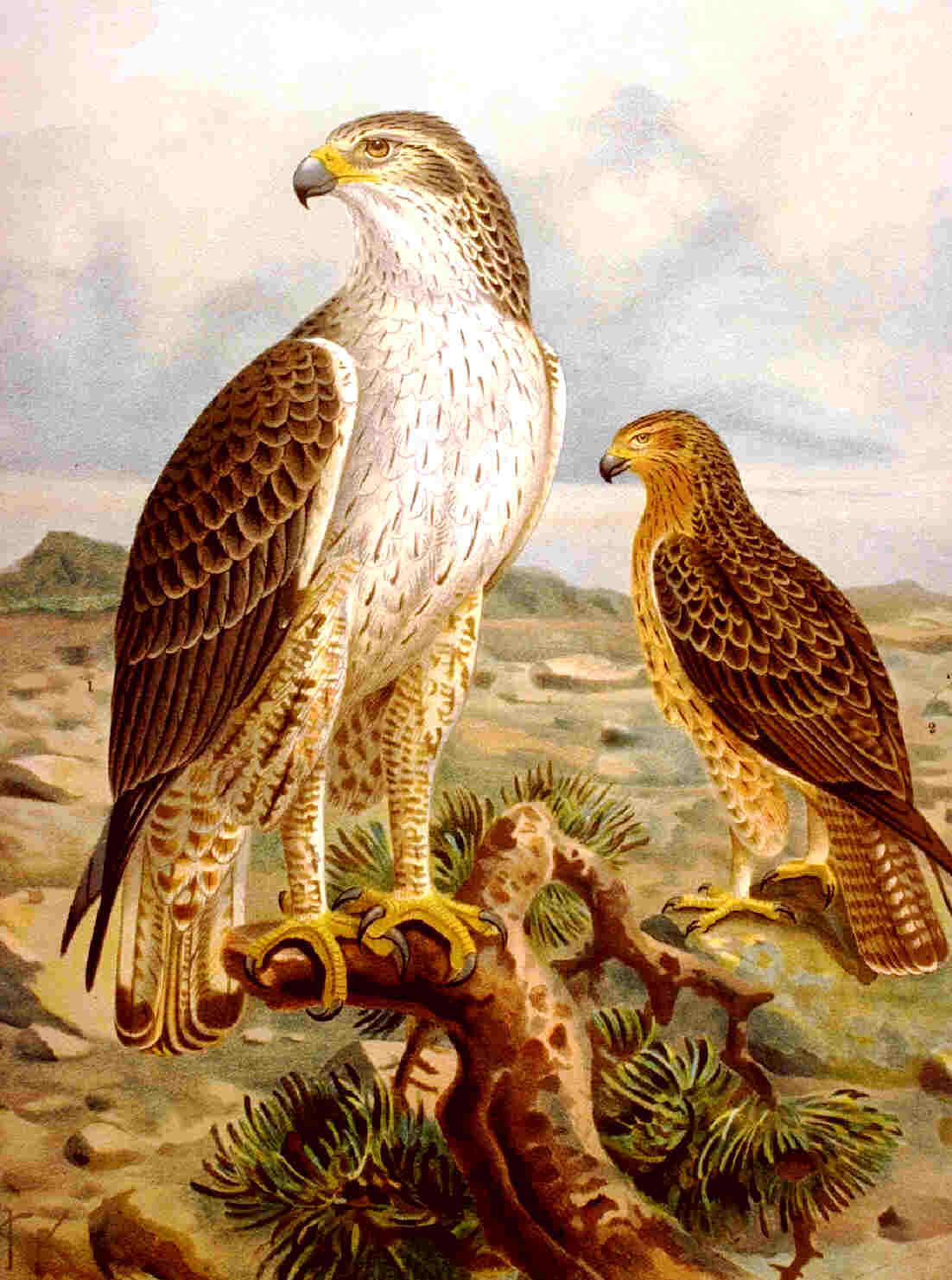
Couple d'aigles de Bonelli.
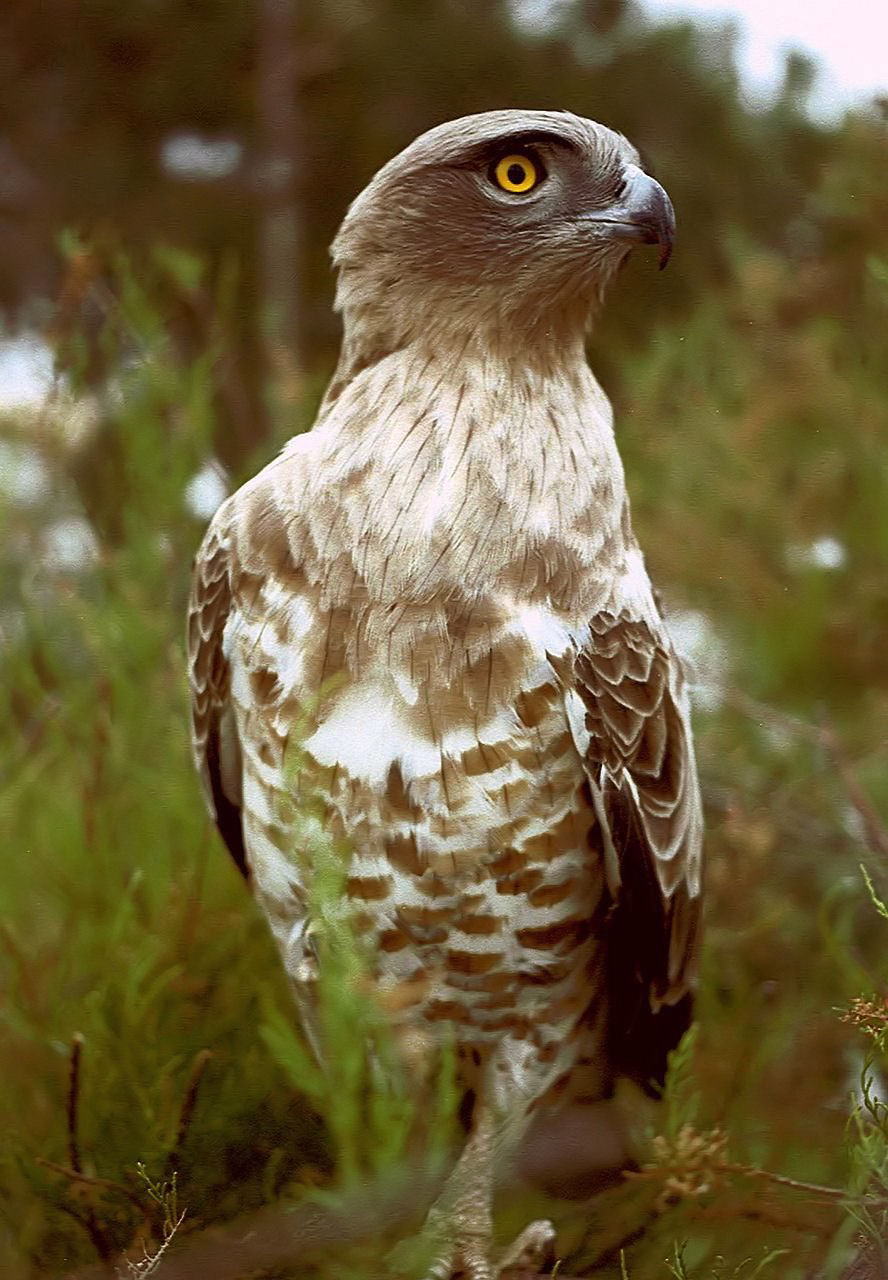
Le circaète Jean-le-Blanc est le plus grand des rapaces du Luberon.

##### Crêtes
La faune des crêtes, en plus des espèces déjà citées, est constituée de papillons, comme l'apollon, le machaon, d'oiseaux comme l'alouette lulu, le bruant ortolan, le pipit des arbres, le bec des sapins, le bruant zizi, et de mammifères comme le lièvre gris, victime de la surchasse.

##### Versant nord

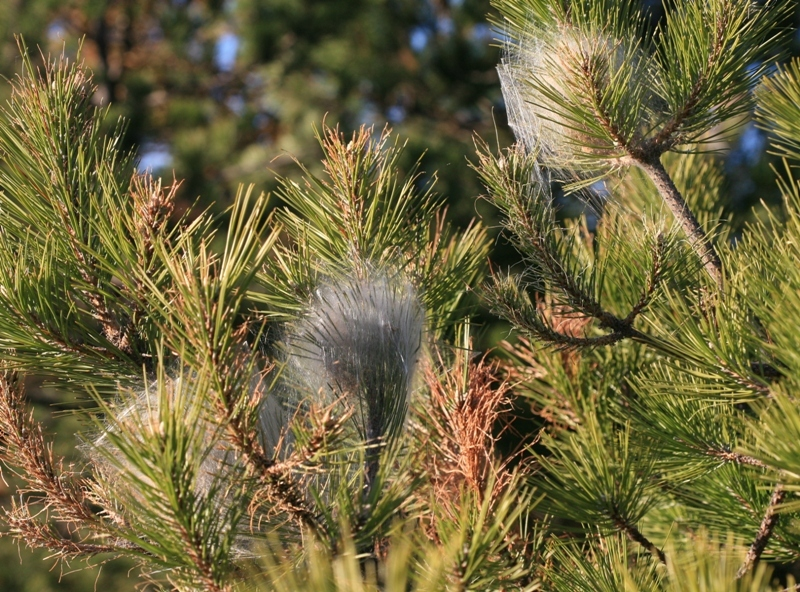
Les nids de chenilles processionnaires.

En plus des espèces vivant dans le versant sud, on trouve le merle noir, le rouge-gorge, le troglodyte (localement nommé la pétouse ou lou petouso en provençal), le pinson des arbres, le geai des chênes, la mésange bleue, la mésange à longue queue, la fauvette à tête noire et l'épervier d'Europe, leur prédateur.

#### Flore
Le Luberon présente une grande variété biologique : à mi-chemin entre Alpes et Méditerranée, on y rencontre un mélange de caractères des deux milieux. D'autre part, son orientation est-ouest conduit à une grande différence d'ensoleillement entre les faces nord et sud, le versant sud étant en moyenne de huit à dix fois plus ensoleillé que le versant nord. Enfin, la combe de Lourmarin et la vallée de l'Aiguebrun présentent des biotopes aux spécificités propres.
Ce secteur géographique jouit d'une grande richesse sur le plan de la flore puisque l'on estime à environ 1 500 le nombre d'espèces de végétaux que l'on peut y trouver.
Parmi les 1 500 espèces différentes de végétaux figurent 700 espèces et sous-espèces de végétaux supérieurs et 200 espèces de lichens.

##### Versant sud
Il se caractérise par une grande sécheresse, à laquelle flore et faune se sont adaptées. Il n'y a pratiquement pas de sources. L'élément végétal dominant est le chêne vert, qui atteignait autrefois jusqu'à 15 mètres de haut. Il n'en subsiste plus que des taillis de 3 à 4 mètres. Les coupes excessives l'ont fait disparaître par endroits, soit au profit du pin d'Alep, soit pour être remplacé par une garrigue à plantes odorantes telles que le thym, le romarin, la germandrée et l'achillée millefeuille. On trouve aussi le genévrier cade en Provence, dont l'huile aux propriétés cicatrisantes et dermatologiques est utilisée en pharmacie et dans la fabrication des savons (Cadum). Le buis, qui peut vivre plusieurs siècles, l'alaterne, la garance, le chêne kermès, le ciste cotonneux, l'aphyllanthe de Montpellier sont également typiques de la région.

##### Crêtes

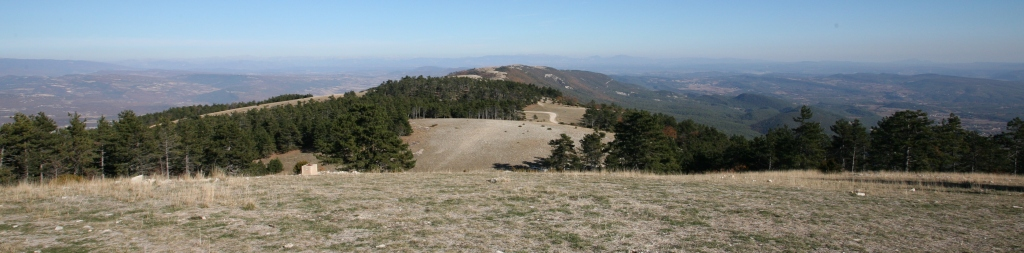
Vue à l'est depuis le Mourre Nègre sur les crêtes du Grand Luberon et du Luberon oriental. La végétation y gagne du terrain sur les pelouses.

Situées entre 600 mètres et 1 125 mètres d'altitude, les crêtes sont constituées de grandes pelouses et de bois. Malgré des vents violents qui rendent difficile la vie des arbres, le boisement du Grand Luberon atteint désormais 95 % avec une progression des surfaces forestières de + 240 % entre 1944 et 1999. Ces pelouses qui constituent un pare-feu servent depuis des siècles de pâturages aux troupeaux de moutons qui, en retour, apportent la fumure.
Une exception végétale : la forêt des cèdres de l'Atlas dont l'introduction en 1861 a été une remarquable réussite. Ces cèdres se répandent naturellement, surtout vers le versant nord, moins sec. La forêt de cèdres coiffant le Petit Luberon s'étend dans les communes de Bonnieux, Lacoste et Ménerbes, sur quelque 250 hectares. On y accède depuis Bonnieux en suivant la direction de Lourmarin. Il existe aussi des zones couvertes de cèdres sur le Grand Luberon.
La flore des crêtes du Luberon est très riche. On trouve entre autres iris nain, joubarbe des toits, scille automnale, inule des montagnes, genêt de Villars et plusieurs variétés d'orchidées sauvages comme l’orchis mâle ou l’ophrys de Bertolon qui est une espèce protégée.

##### Versant nord

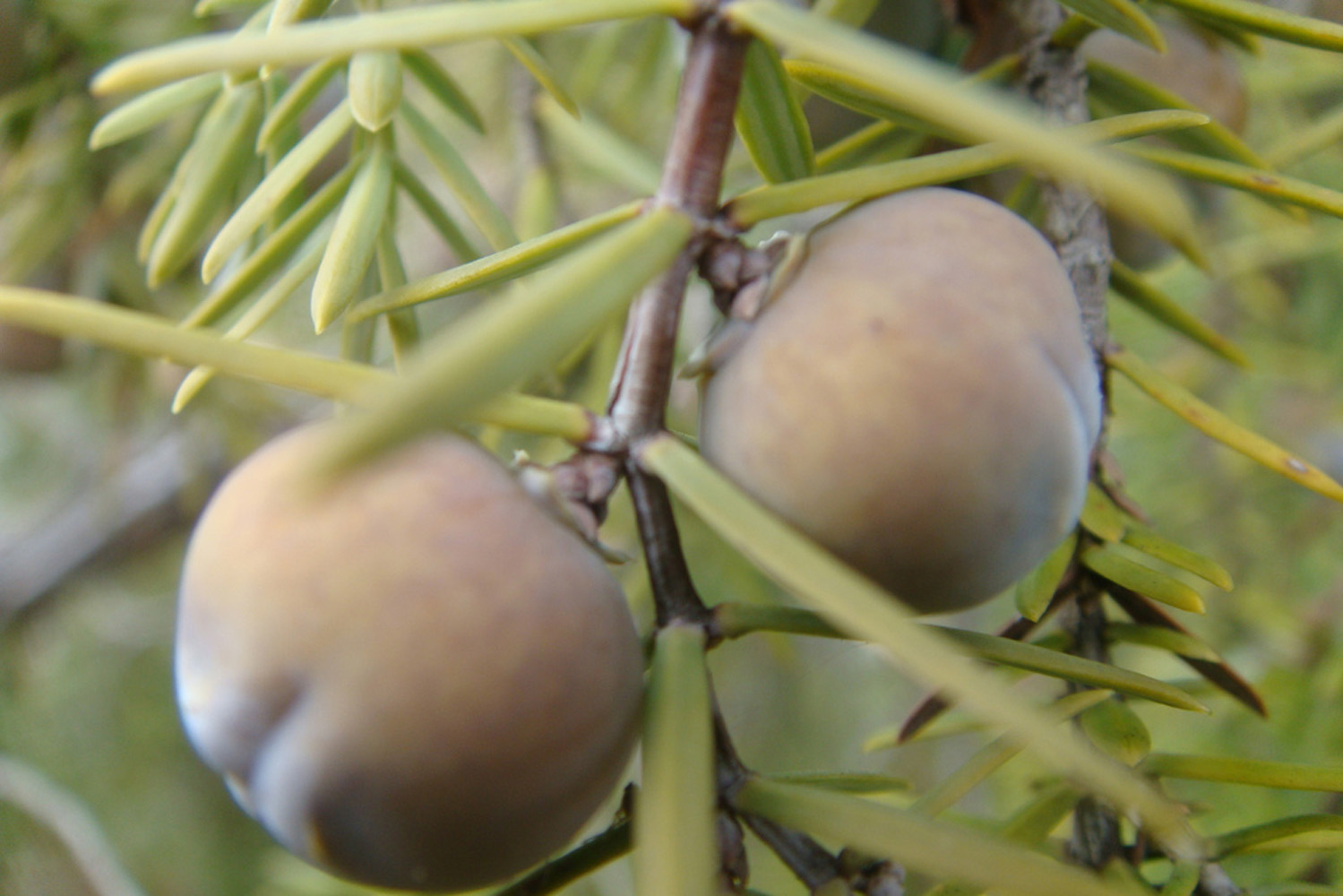
Cade, genévrier de Provence.

Plus humide et moins chaud, il a une allure plus montagnarde.
Il est couvert en grande partie par une chênaie pubescente. Mais le chêne pubescent (ou chêne blanc, ou blaque selon le nom local) a besoin de terrains plus riches que le chêne vert du versant sud, et demande de l'ombre pendant les premières années de sa vie. Ce sont d'autres espèces qui lui préparent le terrain : amélanchier, buis, genêt, genévrier commun, pin sylvestre. Ce dernier fournit une ombre permettant à d'autres végétaux de se développer : chêne blanc, mais aussi érable de Montpellier, érable champêtre et alisier blanc.
Il existe une hêtraie relictuelle sur le flanc ubac oriental du grand Luberon, sur une centaine d'hectares entre 800 et 1 050 m d'altitude environ en taillis et basse futaie mélangée à des tilleuls, des érables, des sorbiers voire quelques pieds de framboisiers et d'épilobes.

### Démographie
L'ensemble des communes qui se partagent territorialement le massif se trouve dans une zone où la population a augmenté de plus de 50 % au cours des trente dernières années du XXe siècle.

#### Flux migratoire
Jean Viard indique que dans l'arrondissement d'Apt, qui couvre l'ensemble de la partie vauclusienne du massif, la population a augmenté de 33 % dans le dernier quart du XXe siècle. Cette augmentation est à comparer, pour la même période, à celle de Vaucluse, qui a été de 19,6 %, de la région Provence-Alpes-Côte d'Azur, 15,8 %, et de la France, 7,6 %. Ce flux migratoire venu essentiellement des régions septentrionales de l'Europe, a permis un passage de 79 652 habitants à 106 109, quant au nombre des actifs, il est passé de 29 425 à 38 793.
Ce qui n'est pas sans poser problème et le sociologue de constater : 

« Quand une zone connaît une migration aussi massive et socialement ciblée, les tensions sont inévitables. Les uns se sentent envahis, les autres peu compris »

#### Pression démographique
À ce flux migratoire, surtout sensible dans le sud du massif où la demande résidentielle péri-urbaine a fait multiplier les résidences secondaires, s'ajoute une pression démographique venue de la mégapole Aix / Marseille qui tend à transformer cette zone en banlieue des deux capitales régionales sinon en cité-dortoir.
Face à cet état de fait, Jean Viard reste pourtant optimiste : 

« Les pays du Luberon ont de multiples atouts, car ils sont attirants pour les hommes, connus par beaucoup et que la force de la culture traditionnelle y est réelle. Leur proximité des grandes cités leur confère nombre de possibilités. »

#### Habitat

##### Habitat perché

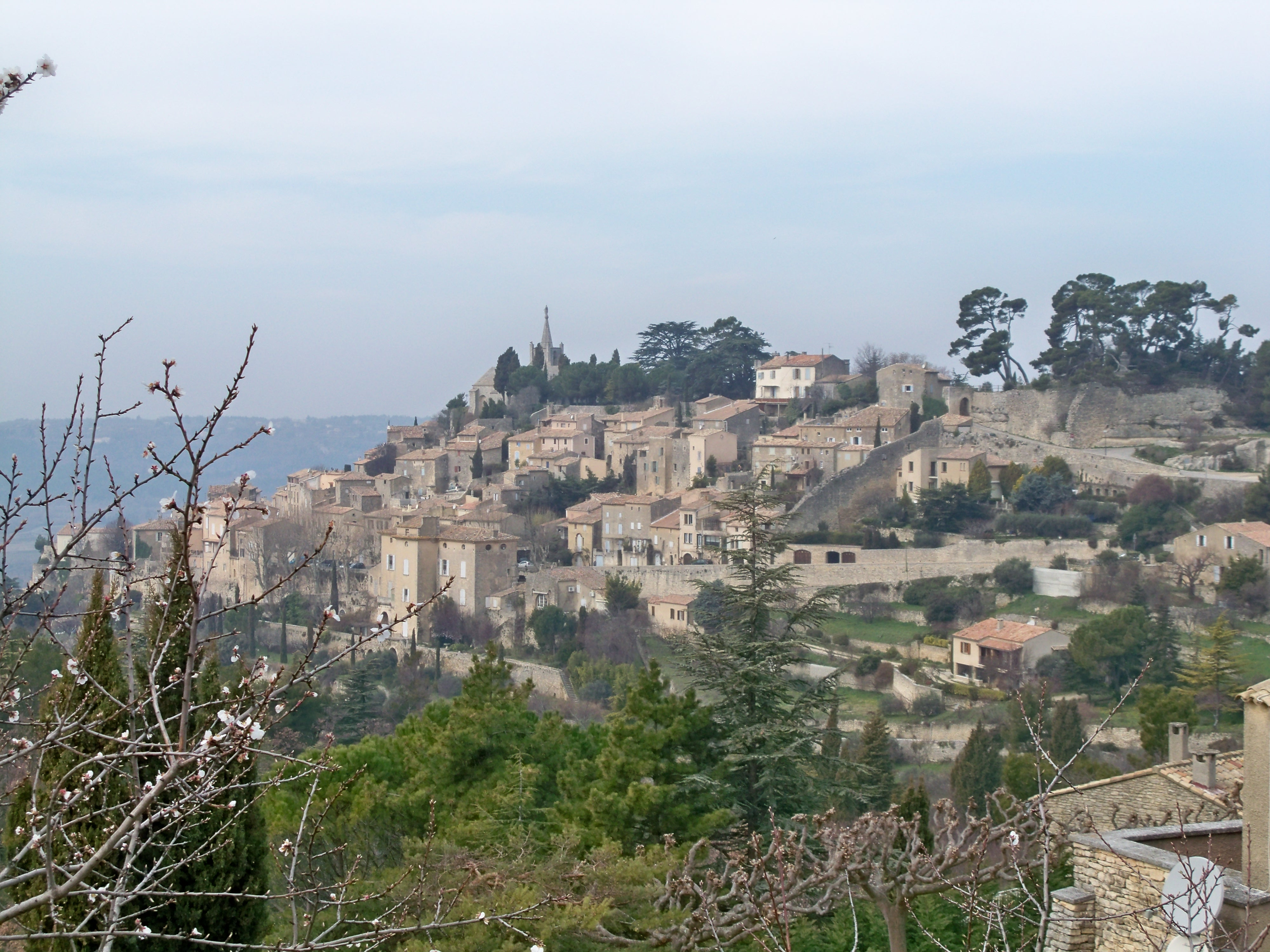
Le village de Bonnieux.

Ce type d'habitat est considéré comme typiquement provençal, il est surtout typiquement méditerranéen. Ces villages sis sur leur « acropole rocheuse », qui ont gardé leur aspect médiéval, forment par l'orientation des façades de leurs maisons - vers la vallée ou la voie de communication - un véritable front de fortification.
Fernand Benoit souligne leur origine quelquefois préhistorique en signalant que Cicéron, à propos des Ligures qui peuplaient la région, les dénomme castellani, c'est-à-dire habitants des castellas (Brutus, LXXIII, 256).
Ces villages perchés se trouvent essentiellement dans les zones collinaires dont le terroir est pauvre en alluvions et où l'eau est rare. Cette caractéristique prédomine en Provence sauf dans la basse vallée du Rhône et dans celle de la Durance, où les terres alluvionnaires abondent et surtout où l'eau est facilement accessible pour chaque propriété grâce à un puits creusé dans la cour de la maison.
De plus, ce groupement en communauté refermée sur elle-même correspond à des régions de petites propriétés, où les seules terres fertiles se situent au fond de quelques vallons. Ce regroupement a facilité l'existence d'un artisanat rural indispensable aux villageois (charron, forgeron, etc.). A contrario, l'habitat dispersé implique de grands domaines qui tendent à vivre en autarcie, d'où la loi émise par Fernand Benoit « La misère groupe l'habitat, l'aisance le disperse ».

##### Maison en hauteur

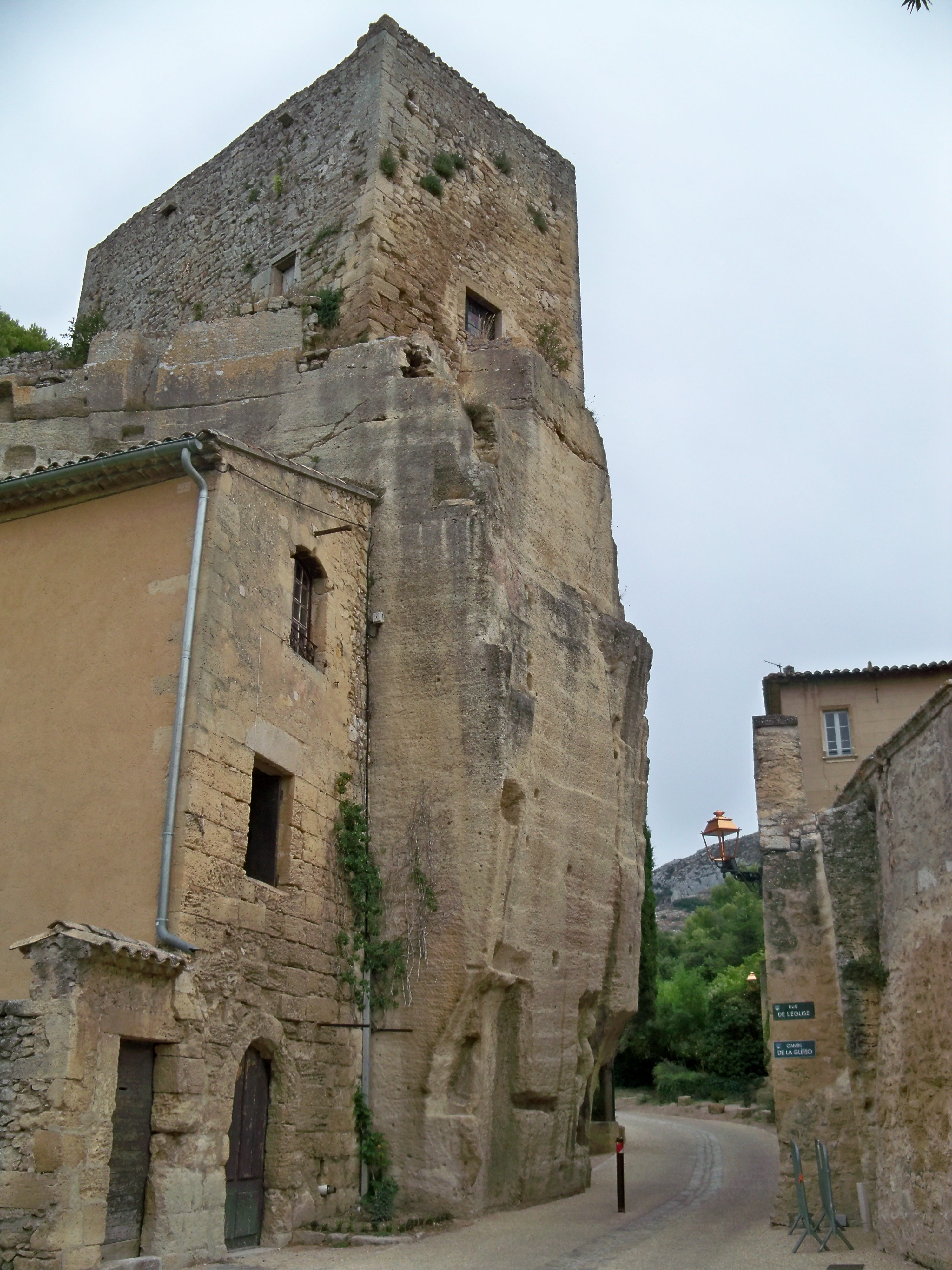
Maison en hauteur accolée à un piton rocheux aux Taillades.

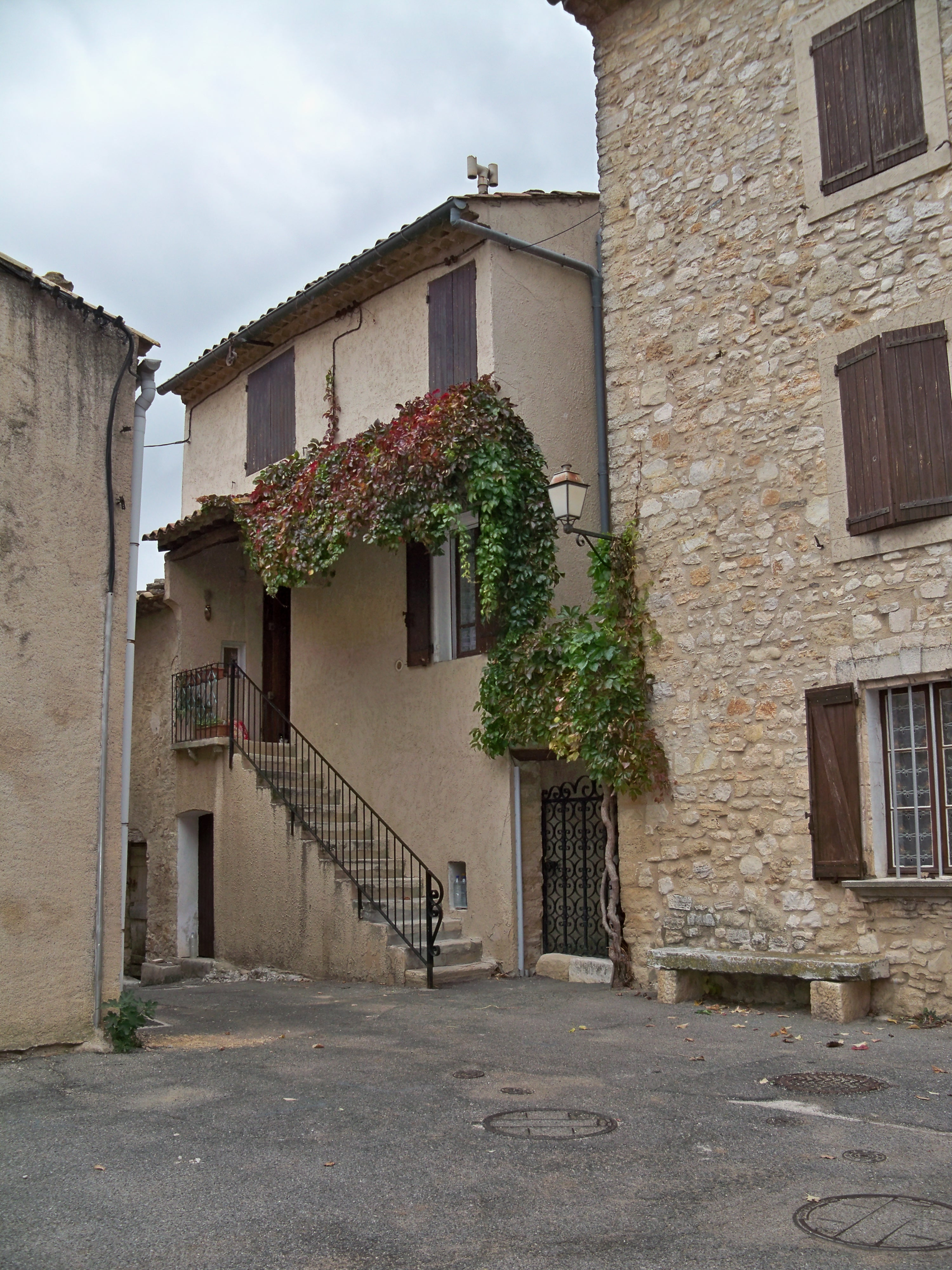
À Caseneuve, maison en hauteur, dite la maison de Meuneu, avec son pontin, ses écuries et sa poulie pour monter le foin au grenier.

Fernand Benoit explique que « son originalité consiste à placer les bêtes en bas, les hommes au-dessus ». Effectivement, ce type d'habitation, qui se retrouve essentiellement dans un village, superpose sous un même toit, suivant une tradition méditerranéenne, le logement des humains à celui des bêtes. La maison en hauteur se subdivise en une étable-remise au rez-de-chaussée, un logement sur un ou deux étages, un grenier dans les combles. Elle était le type de maison réservée aux paysans villageois qui n'avaient que peu de bétail à loger, étant impossible dans un local aussi exigu de faire tenir des chevaux et un attelage.
Elle se retrouve aujourd'hui dans nombre de massifs montagneux ou plateaux de la Provence occidentale.
Ces maisons datent pour la plupart du XVIe siècle, période où les guerres de religion imposèrent de se retrancher derrière les fortifications du village. Celles-ci finies, il y eut un mouvement de sortie pour établir dans la périphérie de l'agglomération des « maisons à terre », plus aptes à recevoir des bâtiments annexes.
En effet, ce type d'habitation, regroupant gens et bêtes dans un village, ne pouvait que rester figé, toute extension lui étant interdite sauf en hauteur. Leur architecture est donc caractéristique : une façade étroite à une ou deux fenêtres, et une élévation ne pouvant dépasser quatre à cinq étages, grenier compris avec sa poulie extérieure pour hisser le fourrage. Désormais, les seules transformations possibles - ces maisons ayant perdu leur statut agricole - sont l'installation d'un garage au rez-de-chaussée et la création de nouvelles chambres au grenier. Pour celles qui ont été restaurées avec goût, on accède toujours à l'étage d'habitation par un escalier accolé à la façade.
La présence de terrasse ou balcon était une constante. La terrasse servait, en priorité, au séchage des fruits et légumes suspendus à un fil de fer. Elle était appelée trihard quand elle accueillait une treille qui recouvrait une pergola rustique. Quand elle formait loggia, des colonnettes soutenant un auvent recouvert de tuiles, elle était nommée galarié ou souleriè.

##### Maison à terre

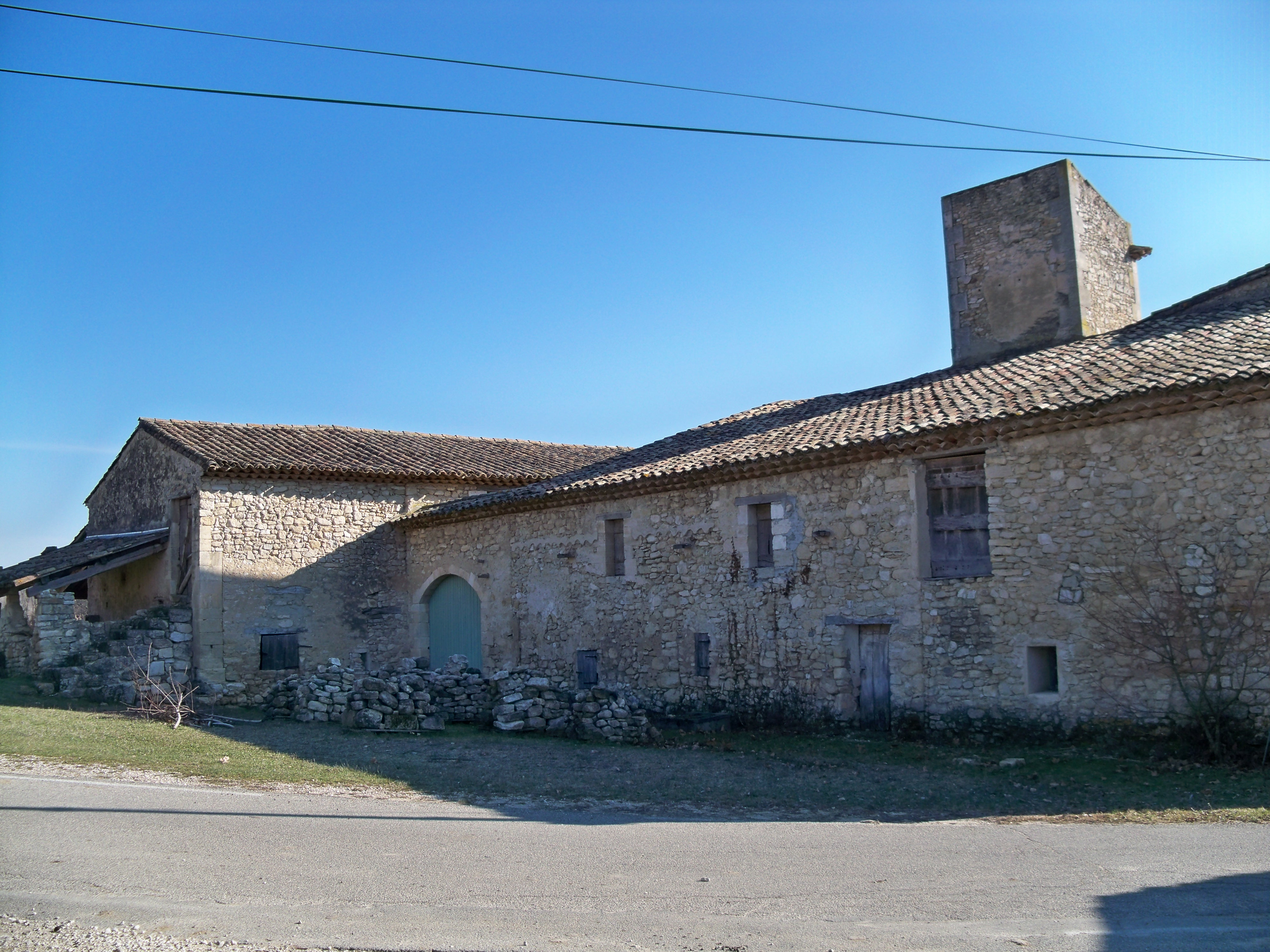
Mas de Paraire et son pigeonnier à Castellet.

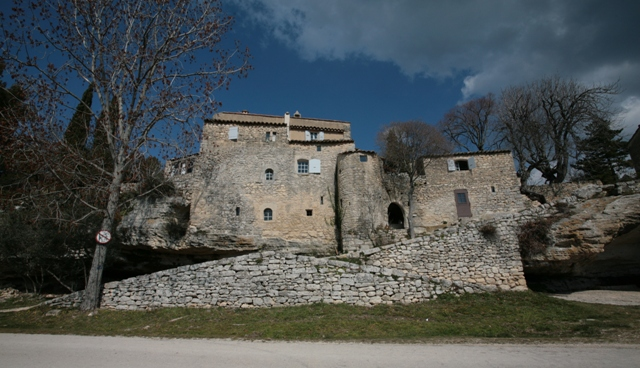
Bastide (maison à terre) à Sivergues.

Compartimenté dans le sens de la longueur, ce type de maison représente un stade d'évolution plus avancé que la « maison en hauteur ». Il est caractéristique de l'habitat dispersé. C'est l'habitation traditionnelle des pays de « riche culture » et la lavande en fut une.
Ce type de maison est divisé en deux parties très distinctes dans le sens de la longueur. Le rez-de-chaussée est occupé par une salle commune dans laquelle est intégrée la cuisine. Très souvent se trouve à l'arrière un cellier contenant la réserve de vin et une chambre. Un étroit couloir, qui permet d'accéder à l'étage, sépare cet ensemble de la seconde partie réservée aux bêtes. Celle-ci se compose, dans la plupart des cas, d'une remise qui peut servir d'écurie et d'une étable. L'étage est réservé aux chambres et au grenier à foin qui correspond par une trombe avec l'étable et l'écurie.
À cet ensemble, s'ajoutaient des annexes. Une des principales était la tour du pigeonnier, mais la maison se prolongeait aussi d'une soue à cochons, d'une lapinière, d'un poulailler et d'une bergerie.
Alors qu'aucune maison en hauteur ne disposait de lieu d'aisance, même en ville, la maison à terre permet d'installer ces « lieux » à l'extérieur de l'habitation. Jusqu'au milieu du XXe siècle, c'était un simple abri en planches recouvert de roseaux (canisse) dont l'évacuation se faisait directement sur la fosse à purin ou sur le fumier.
La construction d'un tel ensemble étant étalée dans le temps, il n'y avait aucune conception architecturale préétablie. Chaque propriétaire agissait selon ses nécessités et dans l'ordre de ses priorités, ce qui permet de voir aujourd'hui l'hétérogénéité de chaque ensemble où les toitures de chaque bâtiments se chevauchent généralement en dégradé.
Chaque maison se distinguait aussi par son aménagement extérieur. Il y avait pourtant deux constantes : la première était la nécessité d'une treille toujours installée pour protéger l'entrée. Son feuillage filtrait les rayons de soleil l'été, et dès l'automne la chute des feuilles permettait une plus grande luminosité dans la salle commune. La seconde était le puits toujours situé à proximité. Il était soit recouvert d'une construction de pierres sèches en encorbellement qui se fermait par une porte de bois, soit surmonté par deux piliers soutenant un linteau où était accrochée une poulie permettant de faire descendre un seau. L'approvisionnement en eau était très souvent complété par une citerne qui recueillait les eaux de pluie de la toiture.
Le pigeonnier devint, après la Révolution la partie emblématique de ce type d'habitat puisque sa construction signifiait la fin des droits seigneuriaux, celui-ci étant jusqu'alors réservé aux seules maisons nobles. Il était soit directement accolé à la maison, soit indépendant d'elle. Toujours de dimensions considérables, puisqu'il était censé ennoblir l'habitat, il s'élevait sur deux étages, le dernier étant seul réservé aux pigeons. Pour protéger ceux-ci d'une invasion de rongeurs, son accès était toujours protégé par un revêtement de carreaux vernissés qui les empêchait d'accéder à l'intérieur.

##### Maison à cour
Ce type d'habitation est composé de bâtiments et de dépendances ordonnés autour d'une cour centrale. Cet ensemble est caractéristique des grands domaines céréaliers et prend souvent l'aspect d'un château avec des murs flanqués d'échauguettes et des tours d'angle. Il est adapté à une vie agricole où le climat n'impose pas une grange pour engranger les javelles de blé avant le dépiquage, celui-ci ayant lieu aussitôt les gerbes coupées sur l'aire de terre battue. Dans ce mode culturel, les grains sont entrés en sacs dans une remise tandis que les moissonneurs élèvent les meules de paille avec comme seule protection contre la pluie un mélange de poussier et de terre glaise. Seul est rentré le fourrage. Cette structure agraire est rare en Provence.

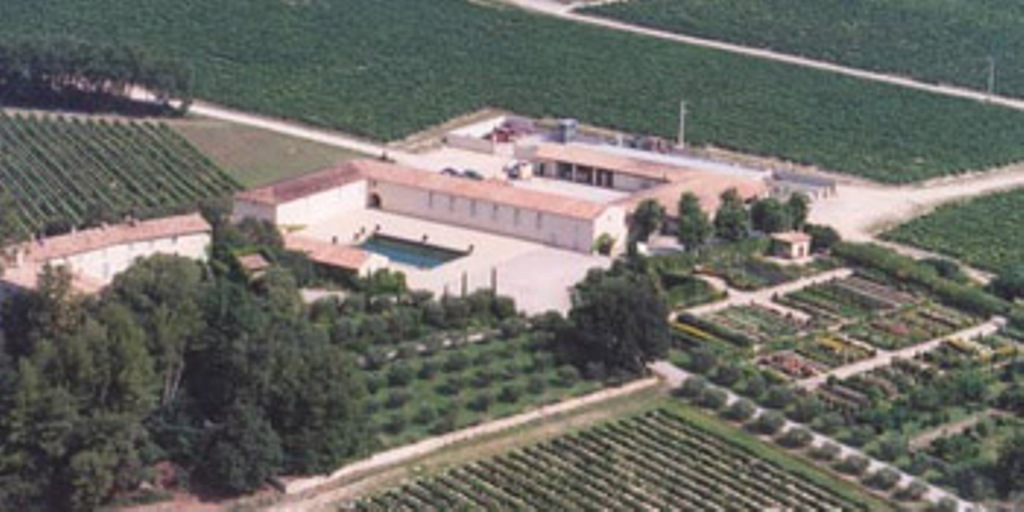
Maison à cour à Pertuis
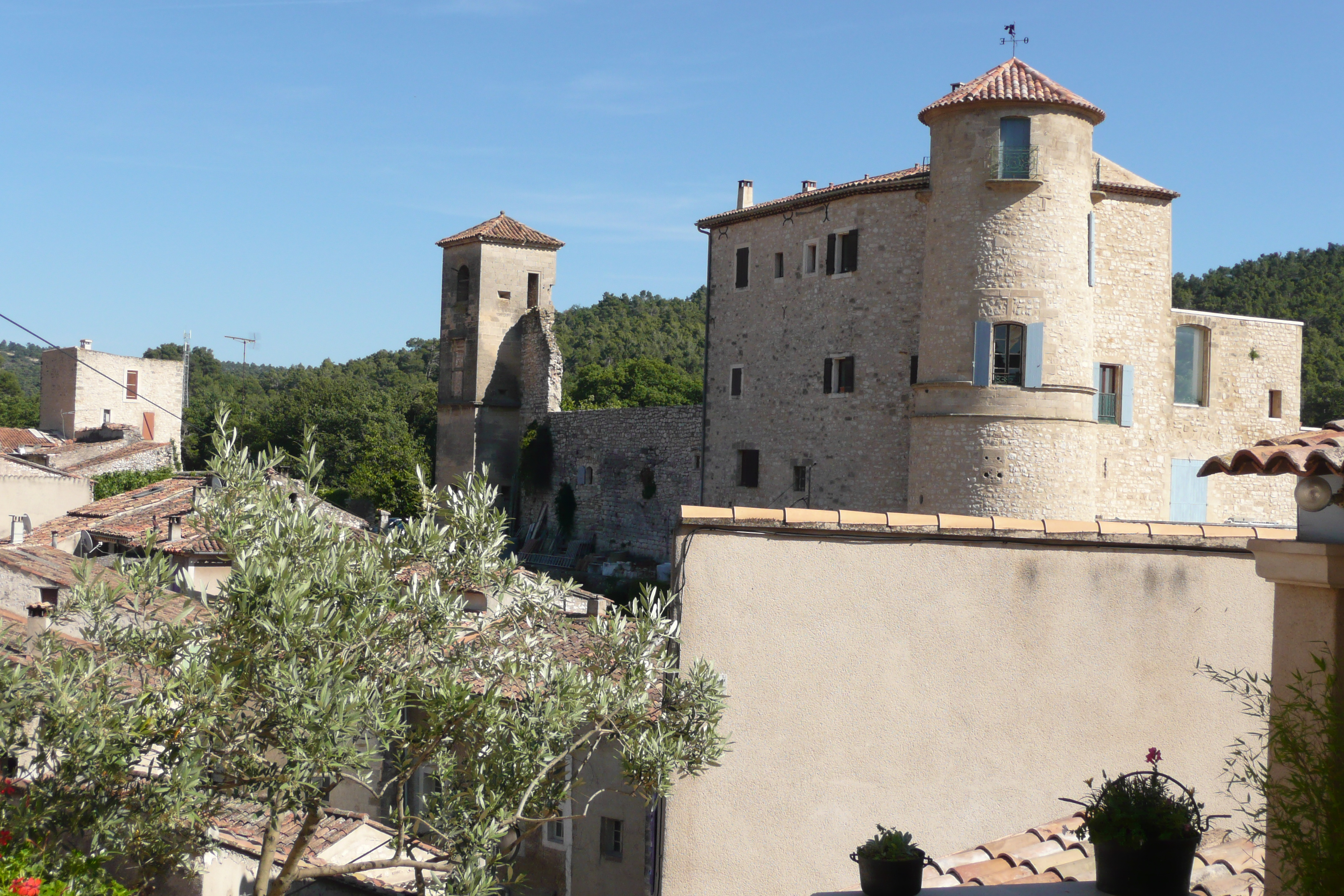
La bastide à La Bastide-des-Jourdans

##### Maison à tours
C'est le style des grandes maisons seigneuriales qui va traverser les siècles même après la Renaissance. Il s'agit de bâtisses isolées, avec ou sans cour intérieure, dont la façade est flanquée de deux tours ou qui est protégée par quatre tours d'angle
La fortification des maisons de campagne est une pratique fort ancienne. Elle se retrouve, dès le haut Moyen Âge, avec le castellum dont celles de Provence reprennent le plan avec ses tours d'angle. C'est un héritage romain puisque nombre de villæ rusticæ furent protégées par des tours.

##### Habitat troglodyte

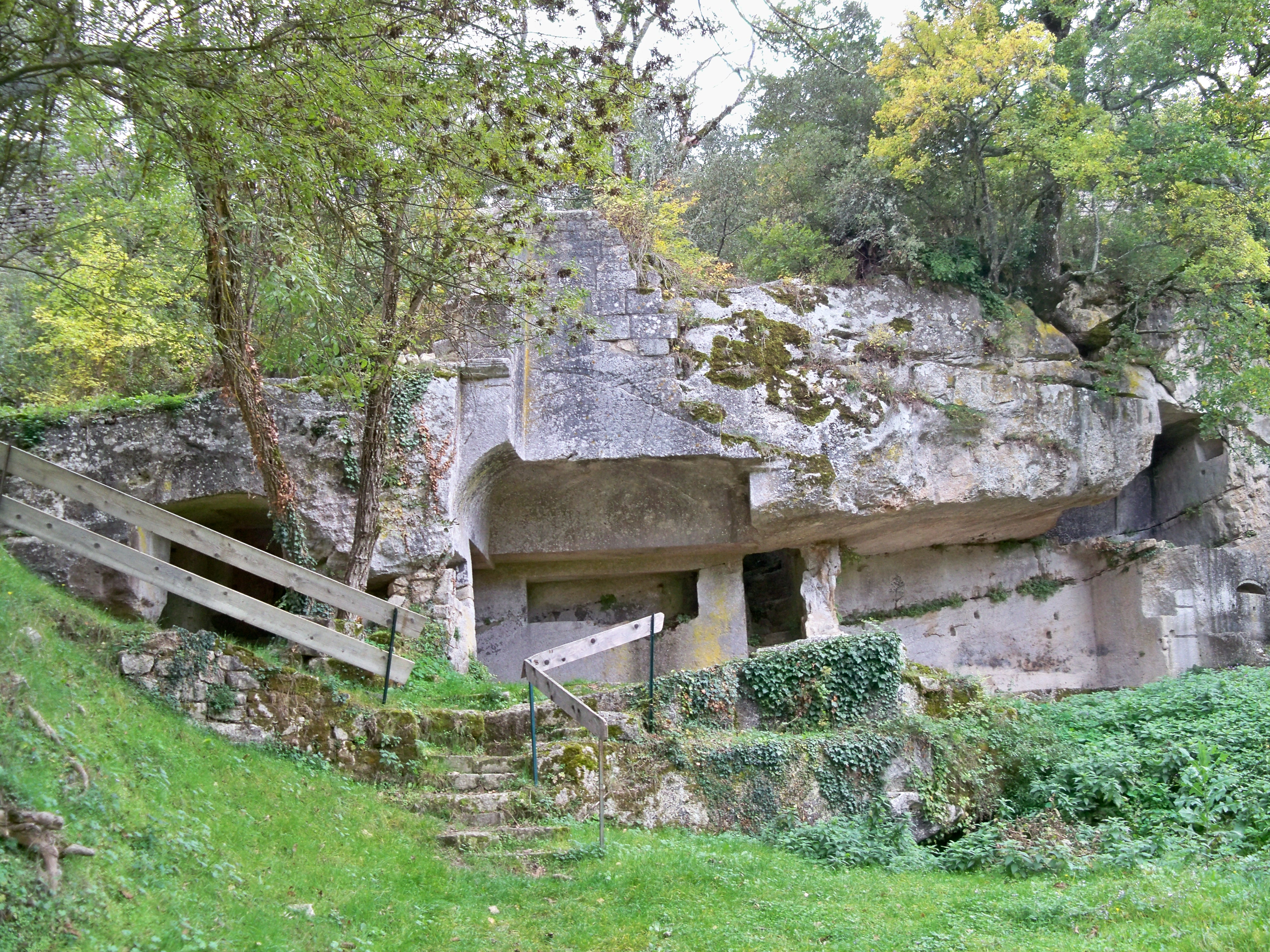
Aménagement troglodytique du prieuré de Carluc.

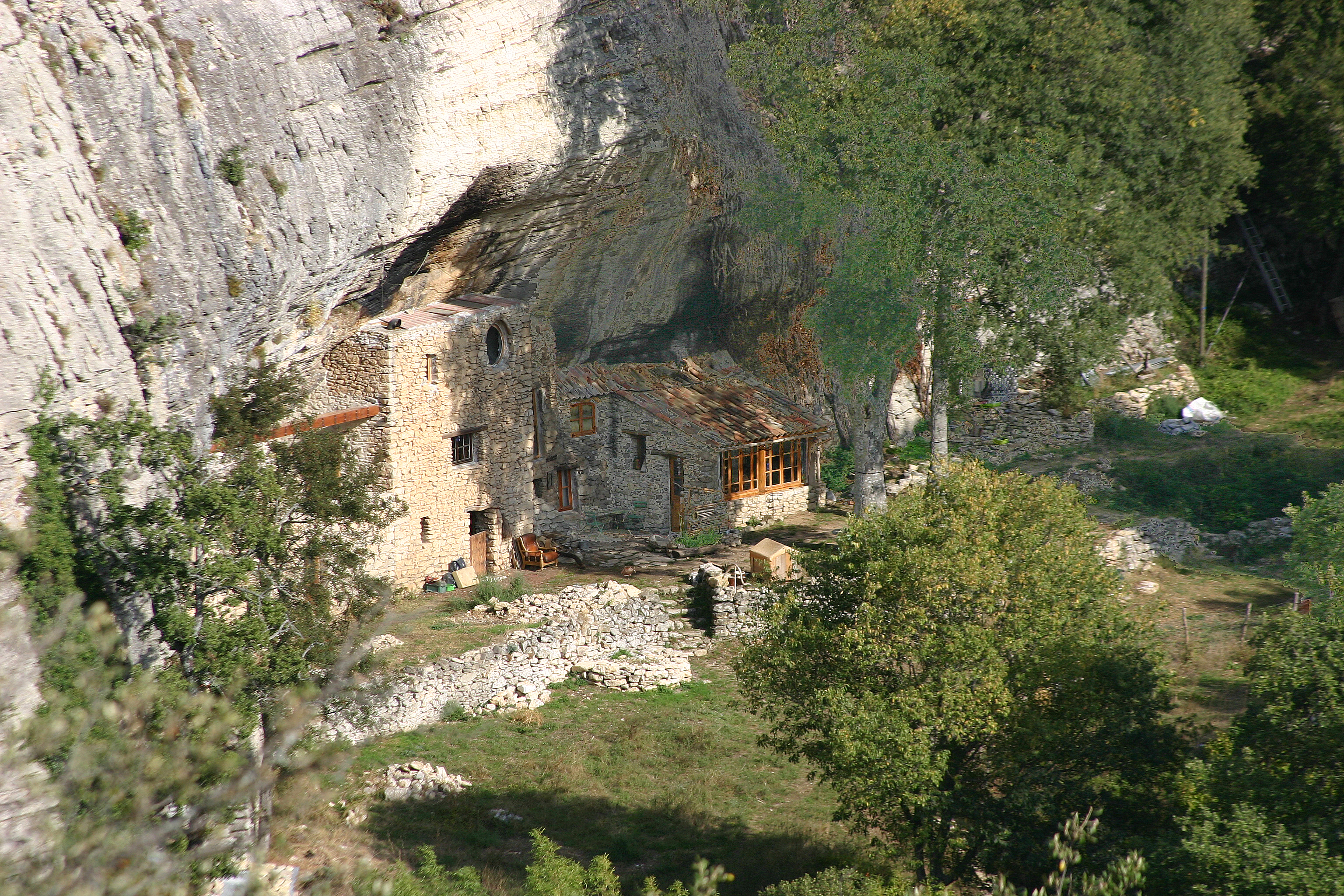
Maison troglotyde à Buoux.

La première étude sur l'habitat troglodityque en Provence a été menée, entre 1987 et 1988, à la demande du ministère de la Culture, par André-Yves Dautier, avec l'aide technique du Parc naturel régional du Luberon. L'inventaire de ces différents sites lui a permis de classer ce type d'habitat en deux parties. La première correspond au creusement par l'Homme dans les safres du Miocène d'abris rupestres, à vocation d'habitat et à usage agricole. La seconde est liée à l'occupation des grottes naturelles creusées par l'érosion dans le calcaire urgonien et leur protection en façade par des murs de pierres sèches. Cette utilisation, quelquefois pérenne, fut le plus souvent due au pastoralisme et au besoin des bergers d'abriter et de loger leurs troupeaux. Dans le Vaucluse, cet habitat se retrouve essentiellement dans les combes des monts de Vaucluse et du massif du Luberon.
Dans les Alpes-de-Haute-Provence, et appartenant au massif, le site le plus remarquable est le prieuré de Carluc, à Céreste. Pour le Vaucluse, où les sites sont à la fois plus concentrés, plus nombreux et plus diversifiés, vient la basse vallée de la Durance où, dans les falaises du Piémont sud du Luberon, se trouvent les sites du Jas de Puyvert, et de Cabrières-d'Aigues avec son aiguier et son lavoir. Au cœur du massif du Luberon, dans la vallée de l'Aigue Brun, se trouvent la falaise du Moulin-Clos où ont été aménagées, dès le Ve siècle, des cellules d'ermites pour les moines cassianistes de Saint-Victor de Marseille et le fort de Buoux dont une partie est entièrement creusée dans la roche, les bastides de Beaumes et de Chantebelle ainsi que le hameau des Aiguiers à Sivergues. Dans la vallée du Calavon, on note les trois châteaux du pays d'Apt dont une grande partie de l'infrastructure est troglodytique. Il s'agit du château de Milles, du château de Roquefure et du rocher des Druides qui, en dépit de son nom, est un fort médiéval aménagé pour accueillir hommes de troupe, cavaliers et montures.

##### Cabanon

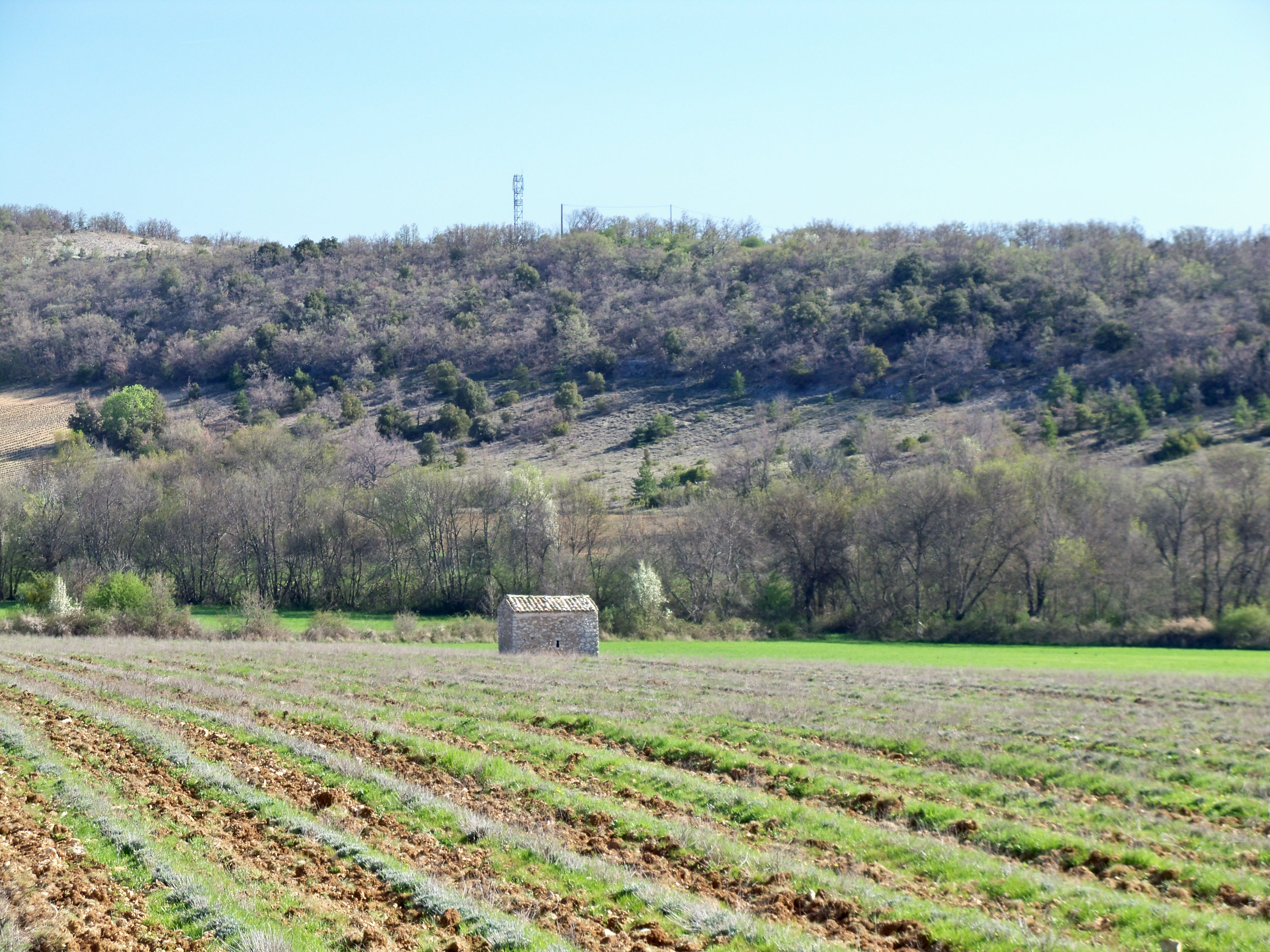
Cabanon au milieu d'un champ de lavande à Montsalier.

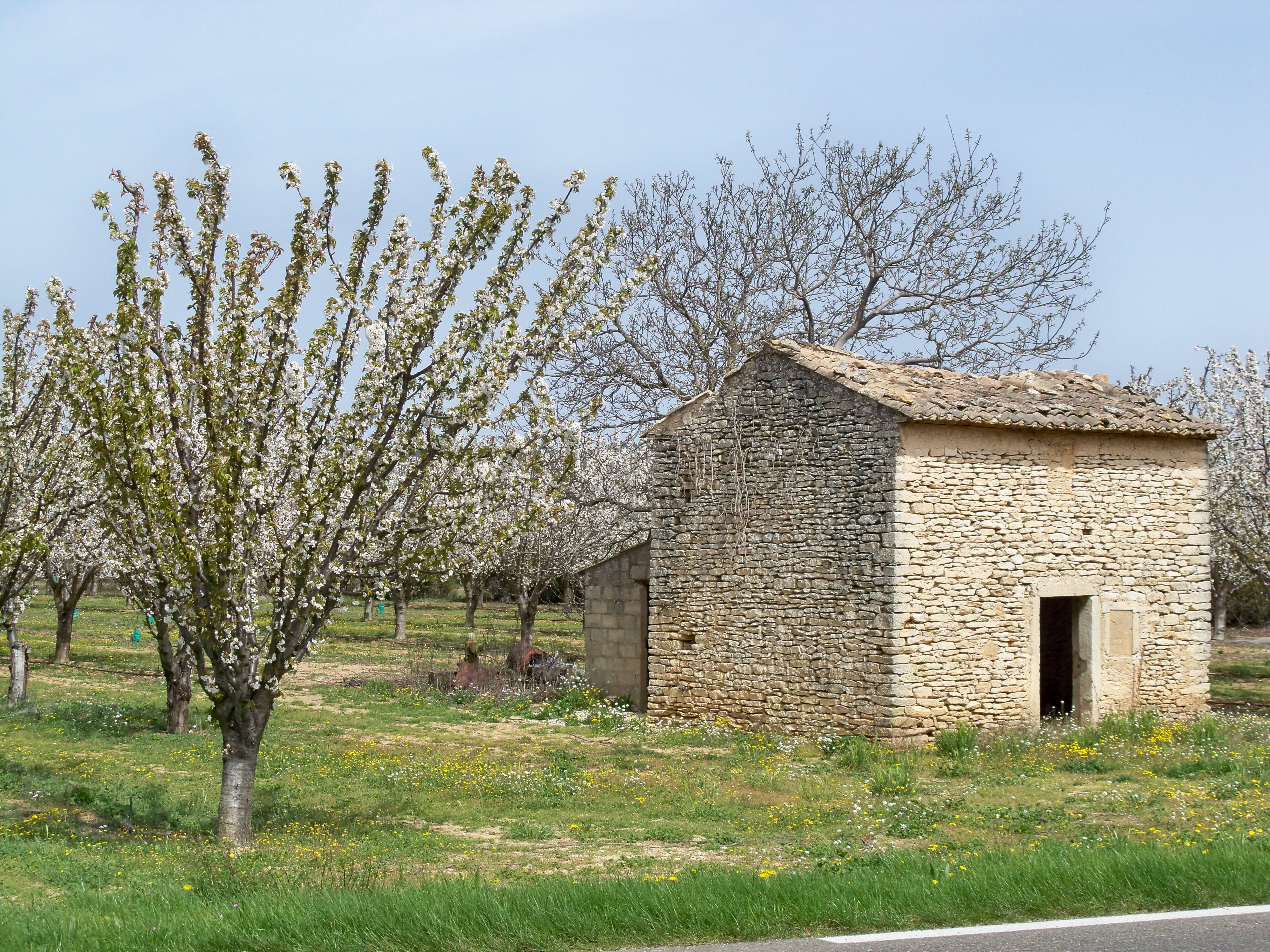
Cabanon à Coustellet.

L'existence de cette « maisonnette des champs » est toujours liée à une activité agricole qui contraint le paysan à rester éloigné de sa résidence habituelle. Dans son étude sur l'habitat rural, Fernand Benoit envisage à la fois le cas du pastoralisme et celui du sédentarisme. Pour le premier, la transhumance, qui permet aux troupeaux d'estiver dans les alpages, implique l'usage d'un habitat sur place de « type élémentaire » pour le berger. Suivant le lieu, il prend l'aspect d'un jas en pierre sèche ou d'une cabane édifiée en matériaux composites. Ce refuge lui sert à la fois d'abri et de laiterie.
Pour le paysan sédentaire, c'est l'éloignement de ses cultures qui impose un habitat aménagé près de son champ. Dans ce dernier cas, le cabanon correspond à un véritable habitat saisonnier qui est utilisé lors des travaux de longue durée.
Ces cabanons, qui se trouvent à l'orée ou au centre du champ, avaient aussi un rôle d'affirmation sociale pour le paysan. Ils étaient considérés comme « le signe de la propriété sur une terre qu'il entendait distinguer du communal ».
Dans la région de Forcalquier (Alpes provençales), on trouve des « cabanons pointus » entièrement en pierres sèches. 

##### Borie
On nomme ainsi en Provence une cabane de pierre sèche. Le terme de borie est issu du latin boria - déjà référencé dans le quartier Borianum d'Arles - et s'orthographie bori en provençal. Ce type de construction réalisé uniquement en pierres sèches, permettait au paysan de stocker (serrer en provençal) ses instruments agraires, protéger sa récolte ou plus spécifiquement sa réserve d'eau et, au besoin, d'y passer la nuit. La borie était donc une annexe de l'habitat permanent. Ce type de construction en pierre sèche est facilité par l'épierrage des champs. En Provence, il est courant dans les régions montueuses, de plateaux secs, des coteaux travaillés en restanques.

Bories du plateau des Claparèdes
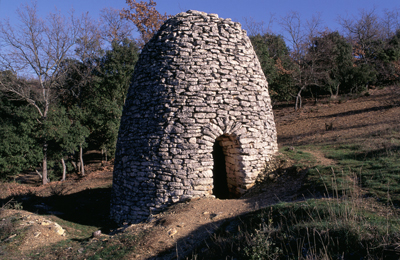
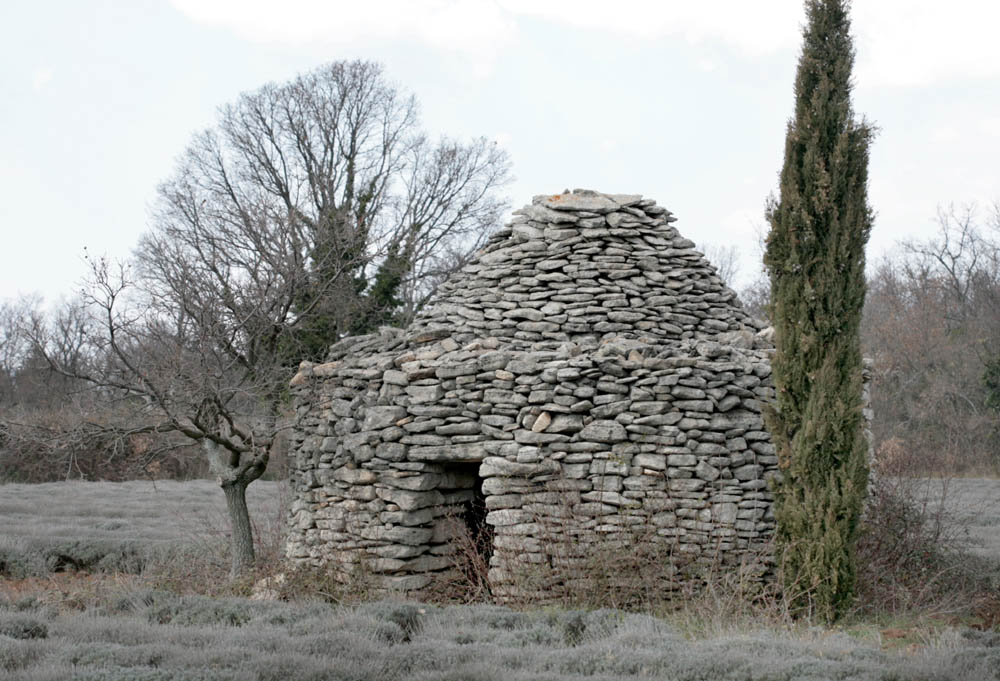
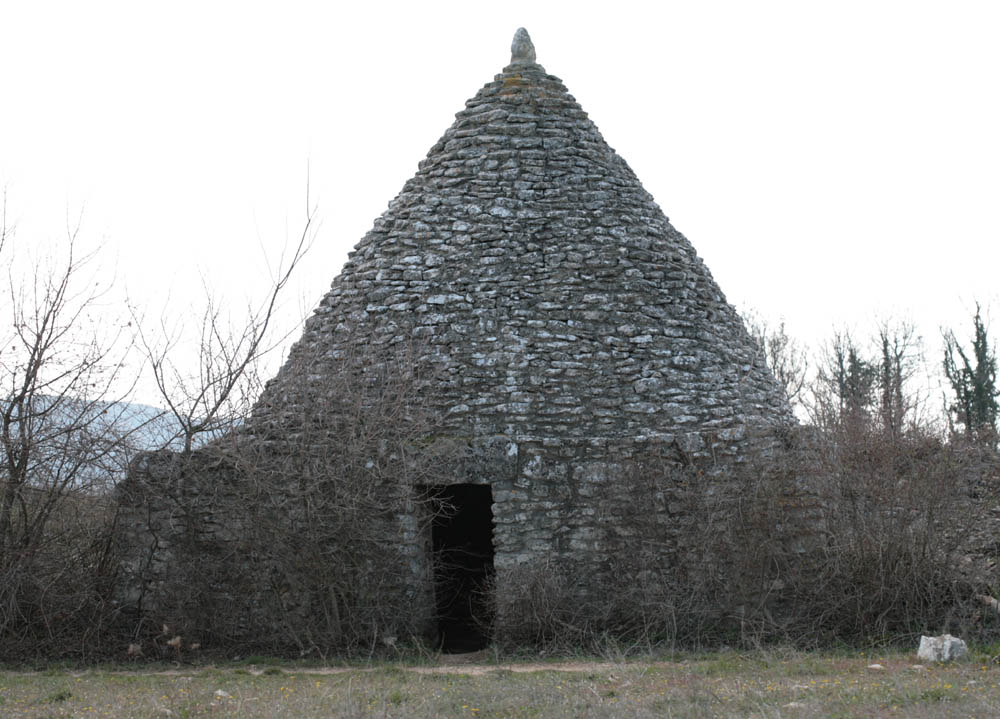

## Histoire

### Peuplement préhistorique

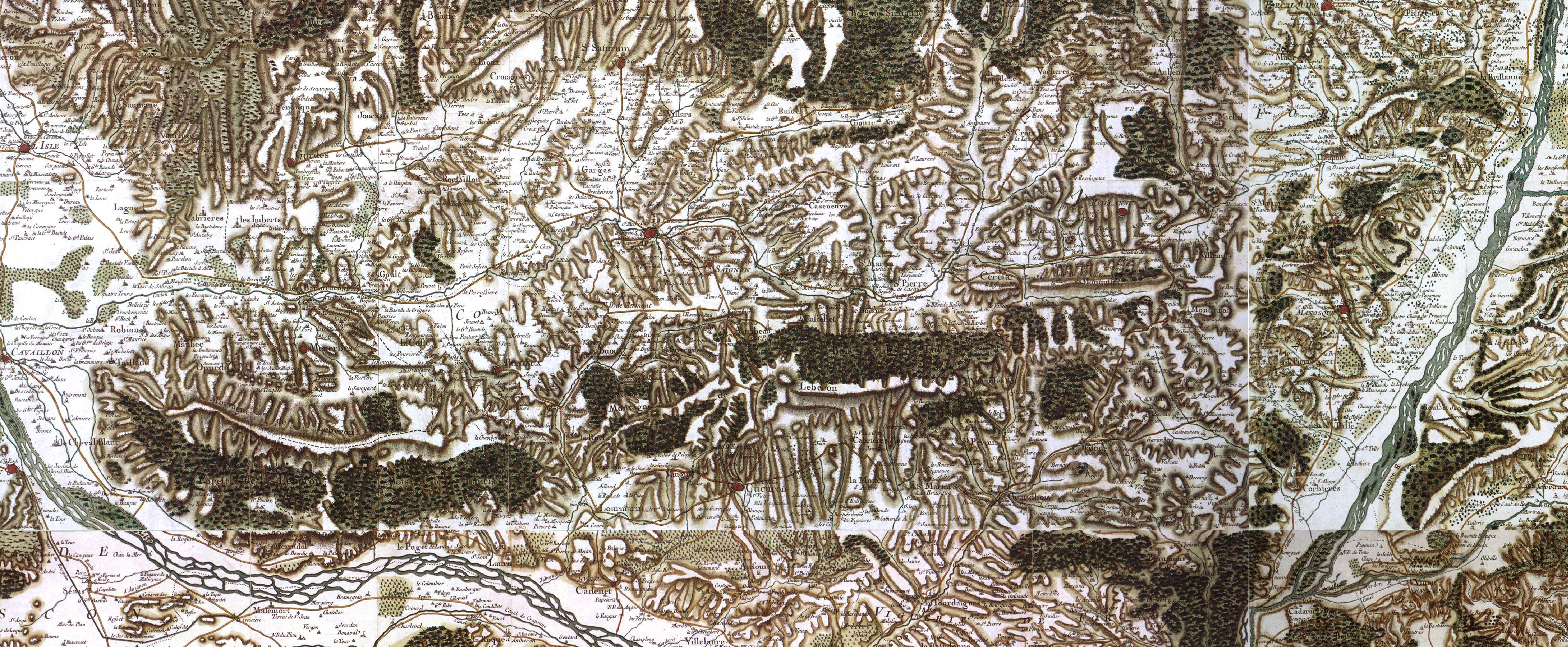
Le Luberon (Leberon) par Cassini.

Les hauteurs du massif n'ont jamais été peuplées et les seules traces d'habitat se trouvent en périphérie ou sur ses flancs comme en témoignent les villages perchés ou l'agriculture sur le plateau des Claparèdes. On trouve cependant de nombreuses grottes sépulcrales sur tout le pourtour du massif et dans les gorges de Régalon.
Un peuplement humain des flancs du massif est attesté dès le Paléolithique moyen par les gisements de l'abri du Pont de La Combette à Bonnieux et de l'abri des Peyrards à Buoux.

### Colonisation romaine
Dans sa partie septentrionale, qui correspondait au pagus aptensis (pays d'Apt), se trouvent de nombreuses traces et sites archéologiques correspondant à la colonisation romaine. Outre Apta Julia, qui fut fondée sur ordre de Jules César et qui était une étape importante sur la Via Domitia, reste intact le pont Julien qui permettait de traverser le Calavon et de se diriger vers la cité de Cabellionem (Cavaillon) qui garde intact son arc de triomphe.
Dans la partie sud du massif au cours de la période gallo-romaine, des villae furent alors implantées, profitant des sols fertiles, avec plusieurs nécropoles et un mausolée (mausolée des Pourrières, daté du Ier siècle av. J.-C.).
Sur la commune de Cucuron, la villa du Viély est une villa gallo-romaine qui a été fouillée dans un secteur proche de Cabrières-d'Aigues. Les fouilles n'ont dégagé qu'une partie de la villa composée d'un segment de portique et de l'amorce de quelques pièces.
Elles furent suffisantes pour mettre au jour un graffiti, le dessin d'un bateau de commerce maritime. Il fut identifié lors du remontage des panneaux d'enduits peints qui recouvraient les murs. Ce bâtiment avait été soigneusement gravé à la pointe sur un mètre carré. Le graffiti avait été réalisé sur un panneau d'enduit peint ocre rouge cerné par un cadre vert. Un second bateau apparaît sur quelques fragments. Ce dessin, de très haute qualité, a été réalisé par un technicien qui a dû faire ses relevés à Massilia, située à une quarantaine de kilomètres à vol d'oiseau.

### Un lieu de ressources

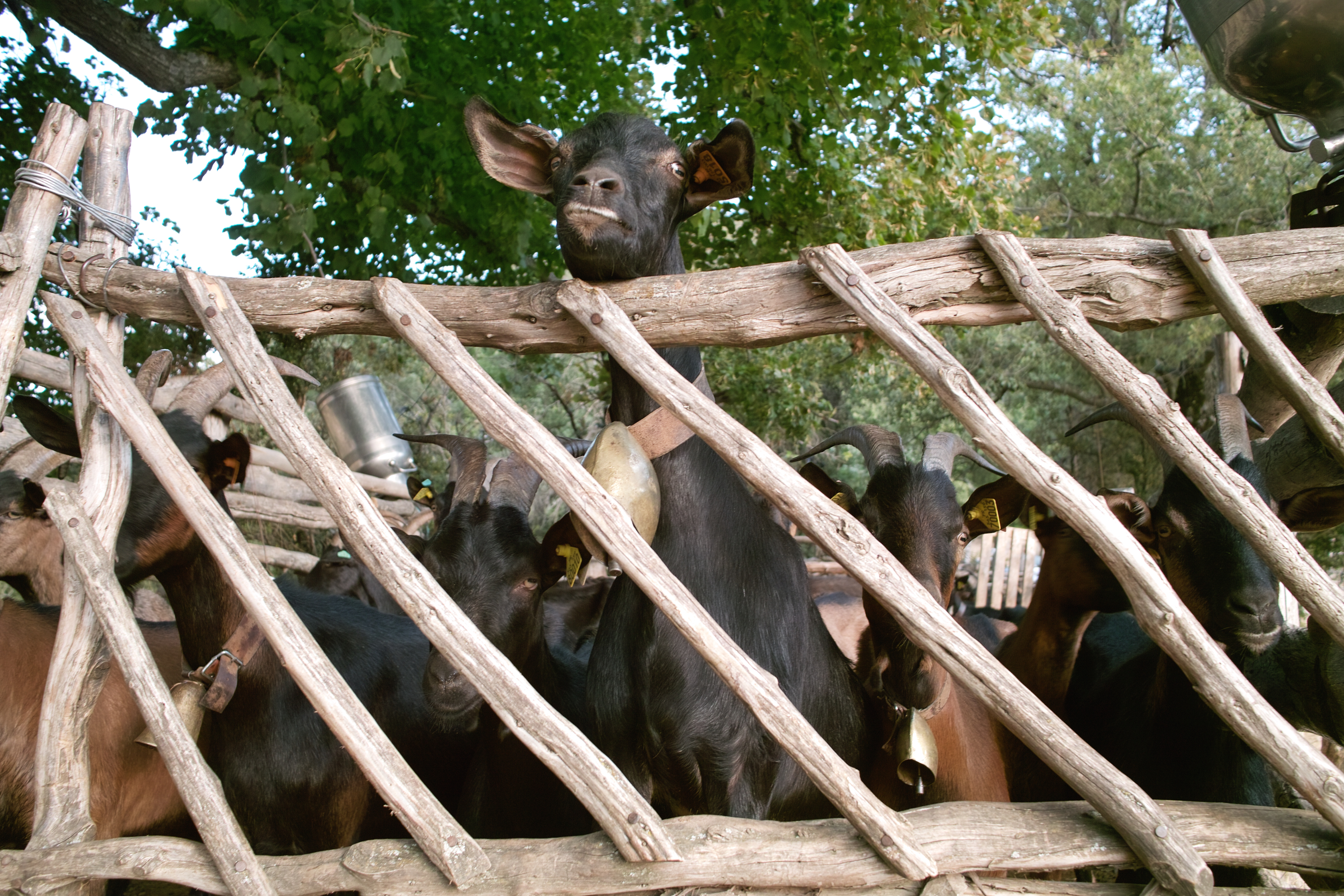
Chèvres à l'enclos dans le Luberon.

Si, de nos jours, la montagne semble n'être parcourue que par des chasseurs ou des promeneurs, elle a fourni pendant des siècles des ressources importantes aux populations vivant à sa périphérie.
Ses forêts offraient une grande réserve de matières premières pour le bois de chauffage, surtout sous forme de charbon de bois (on peut encore voir des traces de meules des charbonniers) en un temps où le bois était le seul combustible pour le chauffage, la cuisine, la verrerie ou la poterie. Ses pierres calcaires, quant à elles, servaient pour la construction de maisons, de ponts ou de murs.
Le Luberon était aussi un lieu de pacage, principalement dans les prairies des crêtes et les plateaux, des caprins, pour leurs fromages, ou des ovins qui fournissaient viande et laine à la population.

### Un lieu de protection
De nombreux vestiges de l'époque médiévale témoignent de l'importance stratégique qu'avait alors le massif.
Le massif étant une barrière naturelle entre la région d'Aix-en-Provence - Pertuis et la vallée du Calavon, la combe de Lourmarin, entre Lourmarin et Apt, fut et reste l'un des seuls passages pour le traverser, ce qui explique sa fortification dès la haute Antiquité.
À plusieurs reprises, la montagne a servi de refuge : au XVIe siècle, aux vaudois pourchassés par les catholiques, sous Napoléon Ier à ceux qui fuyaient la conscription militaire et à des résistants lors de la Seconde Guerre mondiale.
Son rôle stratégique s'atténue au XIXe siècle et le massif n'est pas touché par l'industrialisation.

### Époque contemporaine

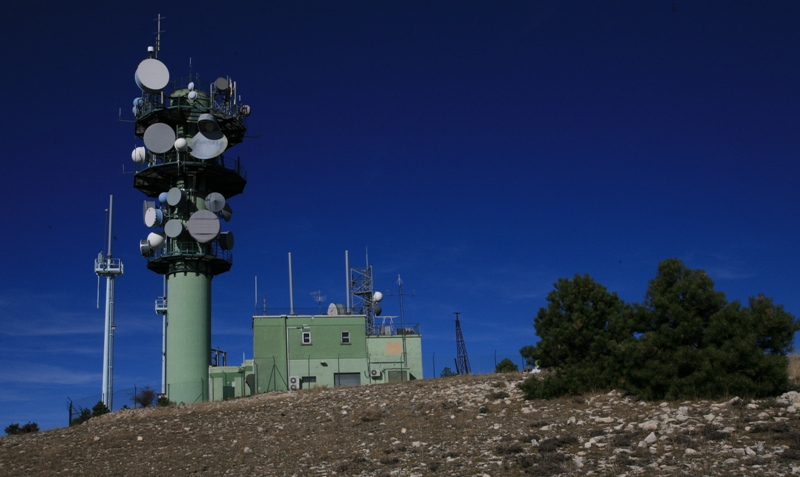
Une gigantesque antenne relais est installée au sommet du Grand Luberon.

Depuis 1977, la montagne se trouve au cœur du parc naturel régional du Luberon. Grâce à la présence de nombreux villages, châteaux et monuments historiques, elle attire en été de nombreux touristes amateurs d'espaces naturels et de visites culturelles. Les festivals s'y sont multipliés dans les villages des Taillades, dans ses vieilles carrières, et à Gordes dans son théâtre en terrasse, à Oppède, Robion et Lacoste, qui fut un des lieux de résidence du marquis de Sade.

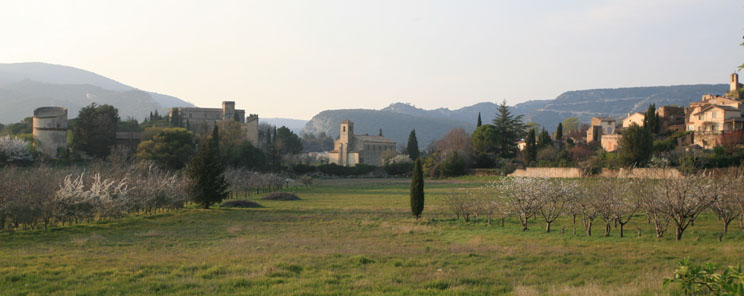
Lourmarin avec en fond, petit et grand Luberon séparés par la combe de Lourmarin.

Les villages les plus connus du secteur du parc naturel régional du Luberon sont des villages perchés. Parmi eux, Ansouis, Gordes, Lourmarin, Ménerbes et Roussillon ont réussi à obtenir le label des Plus Beaux Villages de France.
Le Luberon est également devenu un lieu emblématique de la haute Provence. De luxueuses résidences, appartenant à des personnalités de la finance, de la politique ou du spectacle, françaises ou étrangères, y ont été construites ou achetées depuis la fin des années 1970.
Les terroirs du Luberon sont aussi connus pour leurs ocres (« ocres de Roussillon » et « Colorado » provençal de Rustrel), leurs paysages, leurs champs de lavandins, et leurs vins.

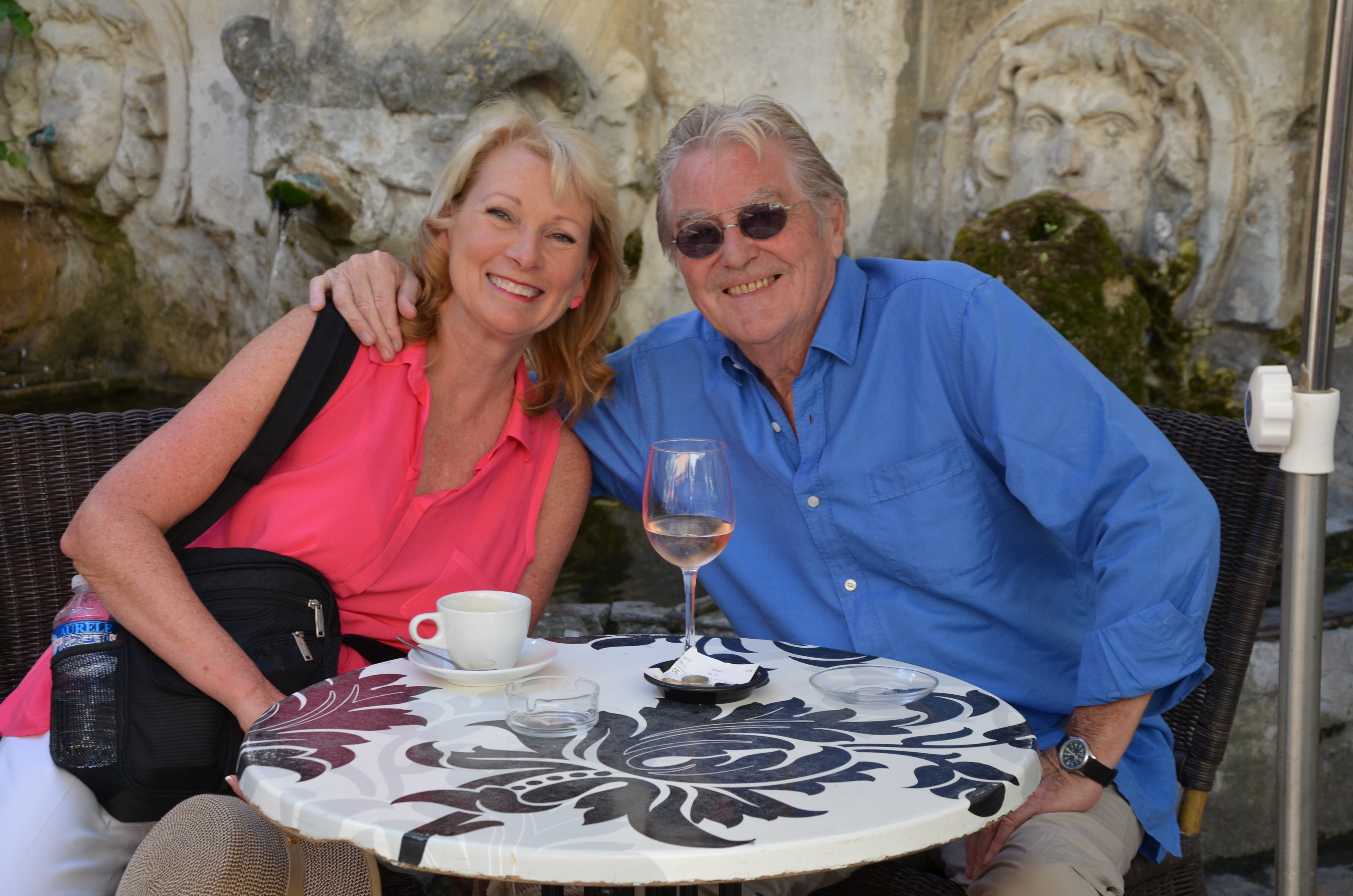
Peter Mayle en Provence.

La découverte par les Anglo-Saxons du paradoxe français, du plaisir de la table et de la joie de vivre en Provence est devenue le thème d'un courant littéraire apparu aux États-Unis. Il s’agit de « literature of accommodation » (littérature d’intégration ou d'adaptation). Ce filon littéraire éclata dans les années 1990 avec le Britannique Peter Mayle. L’ancien publicitaire a assis sa réputation d'écrivain grâce à Une année en Provence. Tombé amoureux de cette région, il quitta les brumes de Londres pour venir s’installer dans un petit village du Luberon en 1987 et y écrire son histoire d’adaptation dans le village de Ménerbes. Ce fut un succès mondial de librairie puisque ce livre s'est vendu à six millions d'exemplaires.

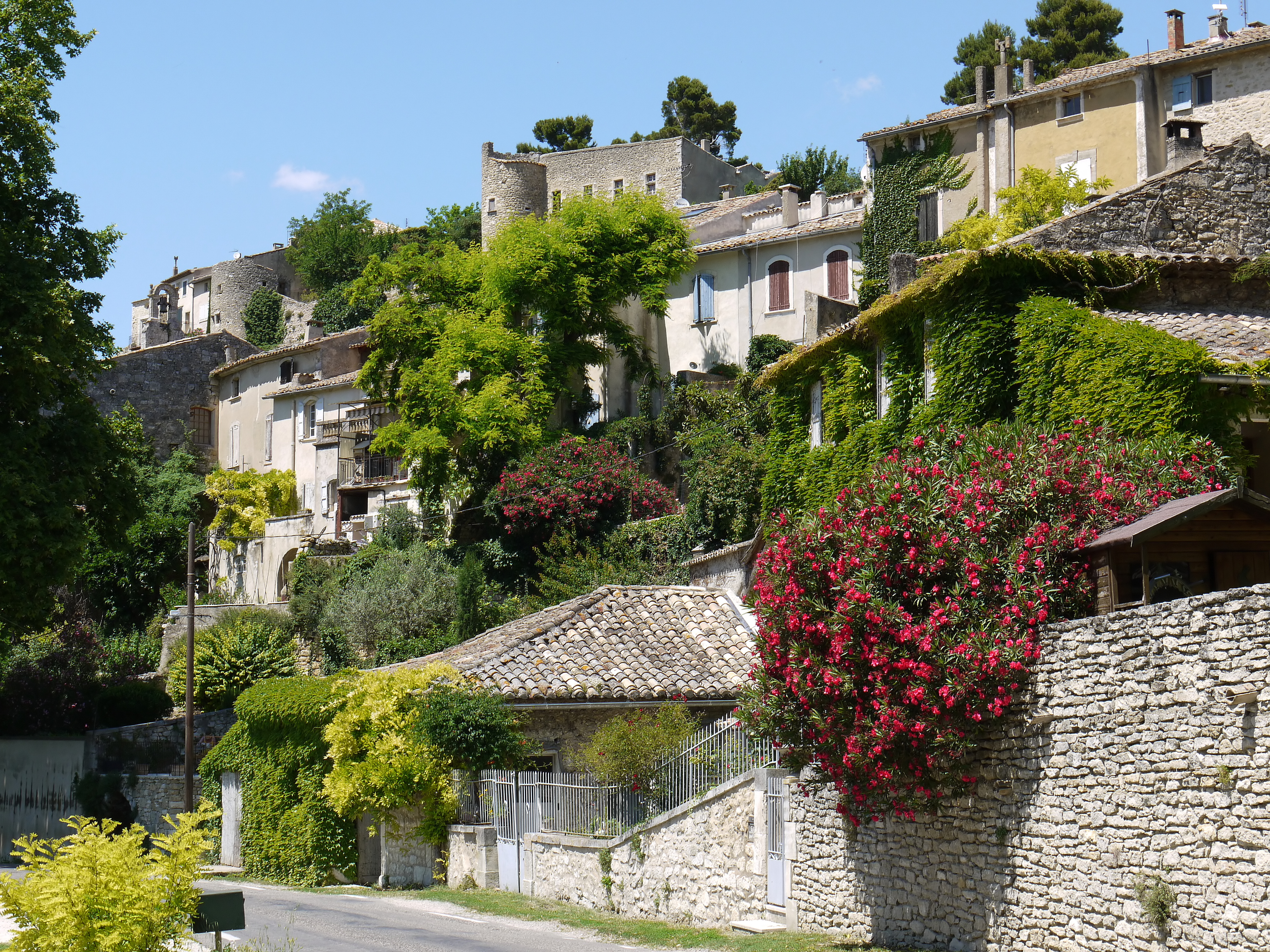
Ménerbes, le village de Peter Mayle.

Scrutant la vie et l'environnement des villages et les hameaux du Luberon, il s'attarde sur ses vallées peuplées de fauves et d’oiseaux, découvre une végétation où règnent le thym, la lavande et les champignons. Il se complaît dans le silence et la solitude du massif où il peut marcher pendant des heures sans voir âme qui vive. C'est pour lui la découverte de l’espace primordial qu'il identifie à travers l’odeur de la fumée du bois brûlé, « l’une des odeurs les plus primitives de la vie », celle de la cheminée où se mitonnent toujours les plats paysans de l’été et de l’hiver. Quant à Antoine Rivière, grand chasseur devant l'Éternel, il lui enseigne la façon de prévoir le temps en fonction de l’agitation des rats dans le grenier ou selon l’apparition de la nouvelle lune.
Il y fait la rencontre des gens étranges comme cet ermite vêtu en militaire, grand mangeur de civet de renard, et qui s'étonne qu'on ne mange pas de renard en Angleterre. Se considérant comme un Provençal de souche qui aime son pays et veut le garder immaculé, ce défenseur de la civilisation déborde de haine envers les étrangers qui salissent son paradis avec leurs boîtes de sardines vides et leurs bouteilles cassées. Ses ennemis jurés sont les campeurs allemands qui font des brèches dans les murs de pierres sèches et arrachent les panneaux signalant la présence des vipères.
Les amateurs de truffes sont légion dans le Vaucluse. L’écrivain les rejoint dans leur passion. Même s'il s'étonne de l’accoutrement et des gestes d'un rabassier : « Debout, l’homme contemplait la mousse et les broussailles autour des racines d’un vieux chêne-liège. Il avait la jambe droite enfoncée dans une cuissarde de pêcheur en caoutchouc vert. À l’autre pied, une chaussure de course. Il tenait devant lui un long bâton et portait un panier à provisions en plastique bleu. » Dans l'originalité le rejoint le chasseur de sangliers, qui est aussi l’épicier du village. Peter Mayle ne peut supporter ce tueur de marcassins et d'une façon générale la soif de sang des chasseurs provençaux. Mais il oublie ses beaux principes devant un lapin de garenne que son épouse avait accommodé en civet. « J’en repris deux fois. La sauce, épaissie de sang était merveilleuse. »
Il lui a suffi pourtant d'Une année en Provence pour s'adapter à ce mode de vie. Il ne regrette rien et n’éprouve aucune nostalgie de son pays d'origine. De plus, il ne se sent pas du tout étranger et s’implique dans la vie quotidienne locale tout en relevant la singularité du Luberon et de ses habitants, en dévoilant le cachet de cette région où règne une joie de vivre axée sur la fête et le plaisir de la table. Il rejette même ses concitoyens et craint leurs visites inopportunes : « Sans doute, à la façon habituelle de l’Anglais itinérant, allait-il surgir un jour prochain juste avant le déjeuner » et adopte une attitude ironique et méprisante envers les citadins qui possèdent des résidences secondaires dans le Luberon « et qui se remarquent par leur arrogance et par leur richesse ostentatoire ». Même s’il lui reste encore beaucoup à voir et à faire, enfin il se sent ici chez lui.

## Activités

### Agriculture et productions
La majeure partie des hauteurs du massif se situe dans une zone protégée où toute culture est interdite. Cependant, sur les contreforts du massif, on retrouve des arbres fruitiers (principalement amandiers, cerisiers, oliviers) et des vignes. Cette culture est très ancienne et l'on estime que les premières implantations de vignobles en Luberon remontent à l'installation des Romains dans le Luberon en l'an -120.
Une appellation d'origine contrôlée Luberon (AOC) regroupe de nombreux producteurs. L'AOC Luberon a été obtenue le 28 février 1988. Cette appellation concerne les vignobles implantés au sud du Calavon (dans la vallée nord du Petit Luberon). Au nord, ils appartiennent aux Ventoux (AOC). La reconnaissance en AOC des Ventoux date du 27 juillet 1973, soit environ 15 ans avant celle du Luberon. Les plateaux apposés ou accolés au massif offrent aussi de nombreuses traces d'agriculture ancienne ; de nombreux vestiges y ont été retrouvés, notamment sur le plateau de Claparèdes. Enfin, on trouve aussi des cultures d'herbes aromatiques, de lavandins (trop bas pour une culture de « lavandes vraies ») et autres essences.
Le territoire du parc naturel régional du Luberon, grâce à deux essences arboricoles favorables à la truffe, le chêne vert et le chêne blanc, est l'un des terroirs de Provence réputés pour la qualité et la quantité de ses Tuber melanosporum. Ses sols, à l'exception de quelques rares terrains acides (sables ocreux) sont essentiellement calcaires et ont permis de mettre en place de nombreuses plantations de chênes truffiers qui permettent de récolter le « diamant noir ». Ces truffières doivent tout à un enfant du pays, Joseph Talon, qui fut le premier à cultiver des chênes issus de glands de chênes truffiers sauvages. Aussi les participants aux deuxièmes rencontres internationales de la truffe qui se sont déroulées à Ménerbes le 19 janvier 2008 ont-ils rendu hommage à Joseph Talon, le père de la trufficulture moderne et rappelé que le Vaucluse en est le berceau.

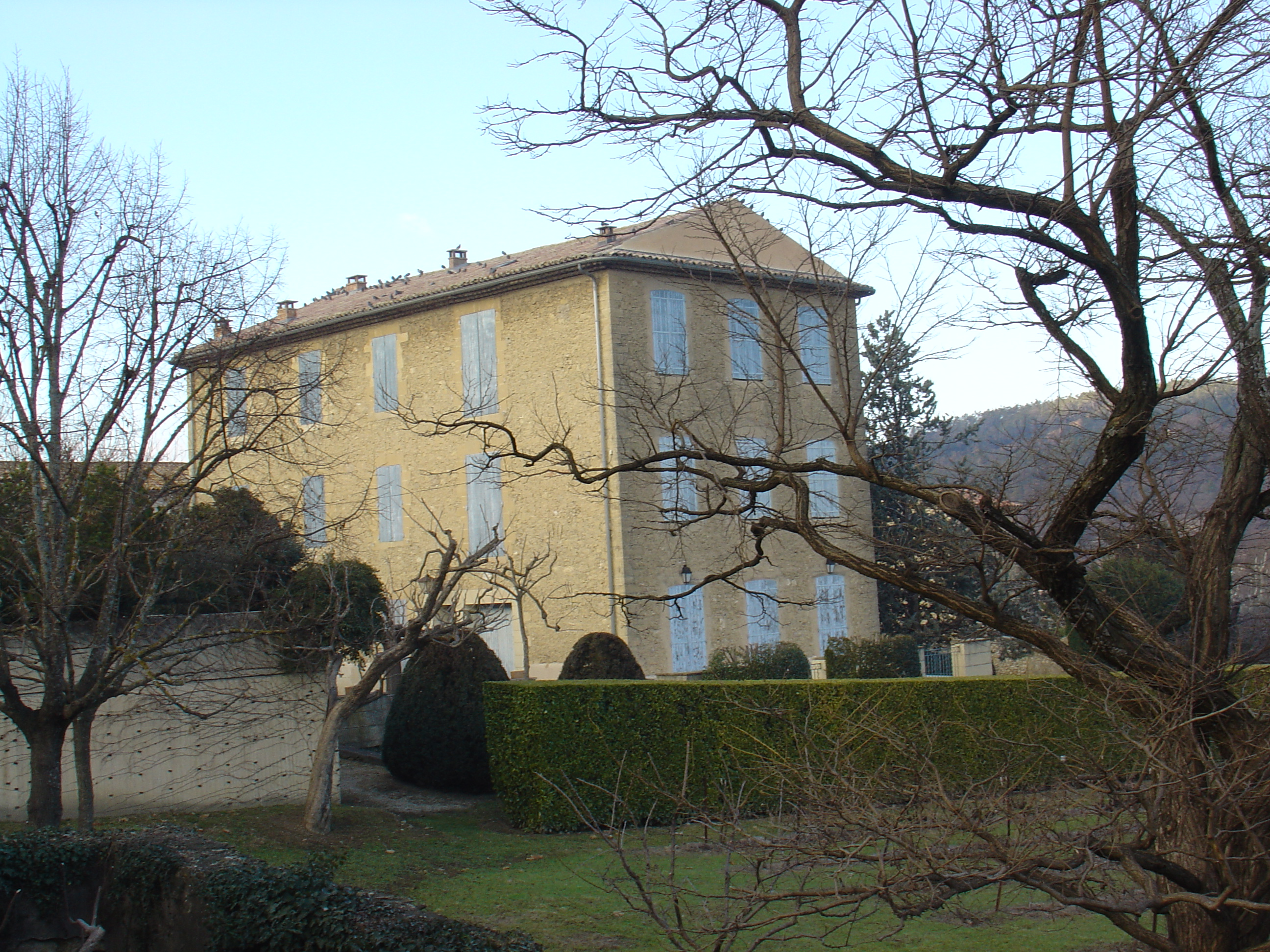
La magnanerie de Mirabeau.

Historiquement, l'élevage du ver à soie fut très important dans le secteur du Luberon, mais il a disparu à la suite d'épizooties (pébrine) qui ont décimé les populations, mais aussi à cause de la modernisation de l'industrie textile, notamment avec la fabrication d'une « soie » artificielle (viscose) par le comte Hilaire de Chardonnet en 1884. De nombreuses bâtisses, principalement des mas, ont gardé des traces de ces magnaneries (pièces destinées à l'élevage du ver à soie). On produit aussi dans le Luberon du miel (apiculture) et on élève des chèvres pour la fabrication de fromages.
Cette agriculture de terroir subit pourtant le contrecoup de l'attrait du massif. Si la situation est identique « dans une vaste conurbation qui se dessine de Nice à Montpellier », elle est ici un peu plus forte qu'ailleurs. Le sociologue Jean Viard a pu constater en analysant l'augmentation démographique dans les villages du Luberon : « C'est un monde bâti sur et autour de l'agriculture qui ne cesse de reculer. »

### Tourisme
Hormis l'agriculture, l'économie la plus facilement identifiable autour du massif du Luberon est liée au tourisme. Même les producteurs viticoles semblent tenir compte du développement du tourisme et de plus en plus de domaines proposent, en plus de la traditionnelle dégustation, de véritables cours d'initiation à l'œnologie. Le parc du Luberon lui-même devient objet commercial (par exemple, avec la « maison du parc » à Apt ou la création de labels).
On peut considérer trois principaux types de tourisme en Luberon. En premier lieu, le tourisme historique et culturel qui s'appuie sur un patrimoine riche de villages perchés ou sur les festivals. Ensuite, le tourisme détente qui se traduit par un important développement des chambres d'hôtes, de l'hôtellerie et de la location saisonnière, par une concentration importante de piscines et par des animations comme les marchés provençaux. Enfin, le tourisme vert qui profite des nombreux chemins de randonnée et du cadre privilégié qu'offrent le Luberon et ses environs.
Les petites structures communales pour la gestion du tourisme, comme les syndicats d'initiative ou les points d'information, ont tendance à être supprimées et remplacées par des structures intercommunales.

### Marchés de Provence

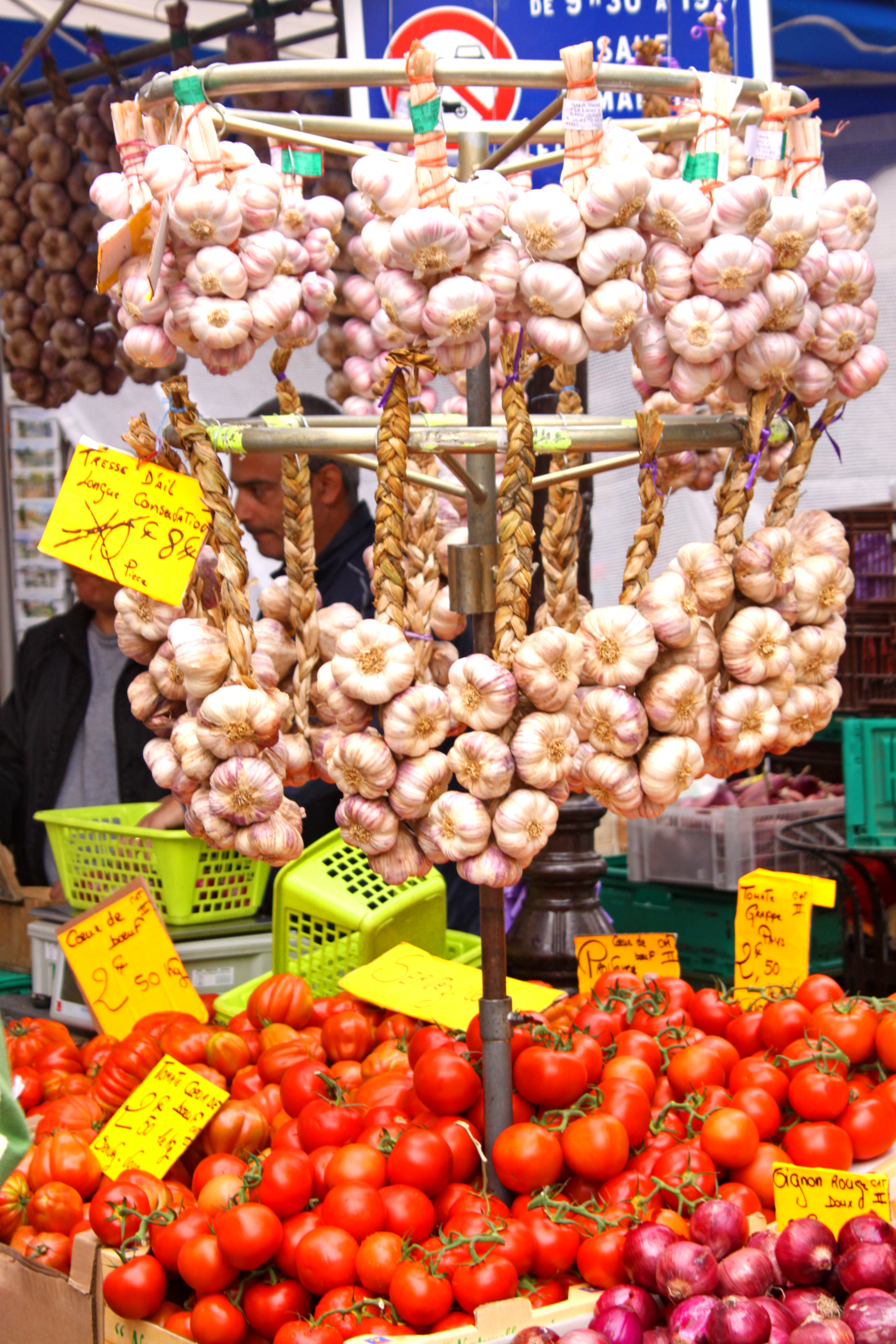
Aulx et tomates au marché d'Apt.

Le marché de Provence est devenu l'un des symboles régionaux. Très souvent marché de tradition – certains remontent au Moyen Âge – occupant place et ruelles, son but premier était de simplifier l’approvisionnement des villes et des villages, et accessoirement de se tenir informés des dernières nouvelles. L'explosion du tourisme de masse, au cours du XXe siècle a fait découvrir et aimer cette farandole de couleurs et d’odeurs qu’offrent les fruits et légumes locaux ainsi que les épices et les herbes de Provence. C'est un événement marquant de la vie de la ville ou du village qui se présente comme une célébration de l’identité locale, une cérémonie collective dont chacun est à la fois acteur et spectateur, un lieu de rencontre où tout le monde est traité sur un pied d'égalité et dont personne n'est exclu. Deux principes régissent ce type de marché, le prix des marchandises est secondaire et tout doit rappeler le divertissement.
À Apt, le marché hebdomadaire se tient tous les samedis en ville depuis le début du XVIe siècle. C'est l'un des plus anciens et des plus animés autour du massif. Les textes des archives font état d'un premier marché hebdomadaire qui fut créé dès le XIIe siècle. Sa tenue fut définitivement fixée grâce à deux René. Tout d’abord, le roi René qui en 1470 accorda à la cité le droit de tenir marché tous les mardis, puis, en 1523, René de Savoie, dit le Grand Bâtard, comte de Tende et gouverneur de Provence, qui le déplaça du mardi au samedi matin. Il a lieu toute l'année et draine à lui seul tous les ressortissants des villages du Luberon. En pleine saison, ce sont plus de 350 exposants qui investissent toute la ville de la place de la Bouquerie jusqu'au Cours Lauze de Perret de 8 heures jusqu'à 12 h 30. L'affluence est telle au cours de l'été qu'il a été mis en place des navettes gratuites pour permettre à ceux qui viennent de l'extérieur de se rendre facilement en ville. Ce marché hebdomadaire est sans doute en saison « le plus huppé de l'Hexagone puisque fréquenté par tout ce que la capitale compte d'artistes, d'écrivains et de politiques célèbres qui ont acheté aux alentours un petit mas à retaper ». En 1996, le marché d'Apt a reçu le label « marché d’exception français » pour son atmosphère, sa permanence, et son originalité,.
À Coustellet, un marché hebdomadaire paysan se tient tous les dimanches depuis 1981, du 23 mars au 23 décembre. Ces marchés s'interdisent de vendre d'autres produits que ceux qui proviennent de leur exploitation agricole. Producteurs, maraîchers, paysans et vignerons des alentours proposent des fruits et légumes, du miel, des fleurs, du vin, des fromages, des volailles, des jus de fruits et des produits de saison,. Ce lieu de rencontre entre producteurs et consommateurs s'est vu décerner le label de qualité « Marché Paysan », par le Parc naturel régional du Luberon. Il a été classé marché d'exception par le Conseil national des arts culinaires.
Cavaillon s'est bâti sa renommée grâce à des cucurbitacées. Le cantaloup, premier melon, connu dès le Moyen Âge, fit la réputation de la cité cavare puis, à partir de 1825, s'y ajouta la culture du charentais. Le marché est né et s'est développé au XIXe siècle à partir de la commercialisation du melon de Cavaillon. Grâce au chemin de fer naissant, il approvisionne tout le nord de la France. Dans un premier temps, il est doublé le jeudi et devient quotidien au cours de l’été 1892 lorsque s'y ajoutent d'autres productions maraîchères. La place du Clos est devenue le lieu du marché hebdomadaire du lundi à Cavaillon où se regroupent près de 200 forains. Celui-ci s'étend jusqu'au cours Bournissac et la place aux Herbes, derrière la mairie, où est concentrée la majeure partie des produits alimentaires. Un autre marché se tient tous les vendredis de l’année sur la place des Fêtes (dite du Docteur Ayme) de 8 heures à midi avec une quarantaine de forains. D'avril à la mi-octobre, place du Clos, tous les jeudis soir, de 17 heures à 19 heures, se tient le marché des producteurs de Cavaillon qui proposent des produits frais et de saison. Chaque mois, un produit est mis à l’honneur et un restaurateur est présent chaque semaine. Son rôle est de préparer et faire déguster des mets à base du produit choisi.
À Pertuis, le marché a cinq siècles d'existence et se déroule toute l'année le vendredi matin. Il attire en saison estivale tous les touristes de cette partie du Luberon et de la vallée de la Durance où se réunissent trois départements Vaucluse, Alpes-de-Haute-Provence et Bouches-du-Rhône. Il s'étale sur le Cours de la République, la place Jean Jaurès, la place du 4 septembre, la place Mirabeau et le parc Granier. Il se déroule été comme hiver jusqu'à midi et demi. Les producteurs locaux se retrouvent dans la rue Voltaire ou rue de la Mairie. Ils proposent des œufs frais, des produits bio, des fruits et légumes du jardin, des volailles, du foie gras, des fromages de chèvre et la bière de Pertuis. Sur les autres sites, stands et étals offrent à la clientèle : olives, huile d'olive, confits, épices, miel, fromages, charcuterie locale et une gamme variée de produits du terroir. Un marché paysan a lieu tous les mercredis et samedis matin sur la place Garcin. Pendant la saison estivale, il est complété par le marché du soir des producteurs qui se tient chaque mardi de 18 heures à 20 heures, face à la gare SNCF. Enfin, à la même période, un marché nocturne se déroule au camping Les Pinèdes du Luberon le mercredi en soirée.

### Immobilier
Enfin, malgré le classement d'une partie du massif (parc) en zone inconstructible, l'immobilier au sens large, est sans aucun doute l'un des trois principaux moteurs économiques du secteur (avec le tourisme et l'agriculture). Artisans, marchands de matériaux, pépiniéristes, agents immobiliers, architectes, entrepreneurs, nombreux sont les gens vivant de l'immobilier et assimilé.

### Exploitation des richesses du sous-sol
Sur les flancs du Petit et du Grand Luberon, on exploite la richesse des roches calcaires avec de nombreuses carrières d'où l'on extrait des pierres blanches (Roche d'Espeil, Pierre de Ménerbes, Estaillades).
L'homme a aussi exploité la richesse en fer des terres ocrières au nord du Petit Luberon, au centre et à l'est de la vallée du Calavon, mais les guerres mondiales, les coûts de production et l'émergence de nouveaux pays fournisseurs de minerai de fer ont eu raison de cette activité.
Plus au nord, près de Manosque, Géosel-Manosque, branche mise en service en 1969 de la société Géostock (actuellement Géosel), a exploité la présence de couches épaisses de sel pour réaliser un stockage d'hydrocarbures liquides pour la réserve stratégique de pétrole. Vingt-six cavités ont été creusées par lessivage du sel, les profondeurs se situant entre -338 et -1 153 mètres. La capacité de stockage est de 422 000 mètres cubes. Géostock et Gaz de France se sont associés pour créer la société Géométhane qui stocke le gaz naturel dans sept cavités, dans les mêmes couches de sel, dont le volume total est de 500 000 mètres cubes.

### Énergies renouvelables
En raison de son exposition au mistral due à son relief particulier et de la proximité de la vallée du Rhône, la première des deux sources potentielles d'énergies renouvelables du massif est l'énergie éolienne. À partir de l'année 2000, des investisseurs et des bureaux d'études se sont rapprochés des communes au plus fort potentiel. Le 23 juin 2003, une charte a été adoptée par le biais du Parc, après un travail d'information, d'étude et de réflexion, qui rappelle entre autres les contraintes réglementaires.
La seconde se trouve dans la filière bois. Depuis 2001, une politique ambitieuse est menée par le Parc. Cette énergie propre a également l'avantage de participer à l'entretien et la protection de la forêt. Elle représente un volume de 2 250 000 m3 de la superficie de la zone protégée. L'inventaire forestier de 1994 a montré un accroissement de 50 000 m3 par an pour les espèces de pins d'Alep et de pins sylvestres. Les trois quarts de la superficie correspondent à des parcelles où la pente est inférieure à 30 %,.
Le troisième volet est lié à l'énergie solaire avec un projet de centrale collective villageoise lancé avec le soutien du parc naturel régional du Luberon afin que les habitants se réapproprient la production de l'énergie dans le respect du patrimoine.

### Protection environnementale
En 1977, une partie du massif a été classée en parc naturel régional. Ses missions vont de l'urbanisme et de la restauration architecturale à la protection et à l'entretien des milieux naturels, en passant par l'accueil et l'information. En décembre 1997, il a été officiellement admis par l'UNESCO dans le réseau mondial des réserves de biosphère.
Par ailleurs, en 1987, la diversité et la richesse en fossiles ont justifié le classement de certains sites en réserve naturelle géologique. Cette dernière est composée de 28 sites répartis dans 20 communes. Pour faire connaître cette richesse, un musée de la paléontologie a été installé dans la Maison du Parc à Apt.

## Représentations culturelles

### Littérature
Henri Bosco relate ainsi sa première rencontre avec le Luberon, dans un article paru en 1936 (Le feu) :
Un soir que je m'étais arrêté au nord de la Durance, tu m'es apparu. Je te voyais au loin comme une muraille grisâtre et çà et là bleutée. Parfois, tes masses me paraissaient se modeler sur les formes d'un corps allongé au-delà du fleuve, parfois, tu prenais le poli d'une pensée humaine... Tu proposais au mouvement de mon esprit des itinéraires moraux apparemment faciles, mais tu offrais aussi, avec une insistance grandissante, l'obsession de l'autre versant et l'attrait des quartiers invisibles.
Bosco incarne bien, tel le Clodius du Mas Théotime, le côté sévère du Luberon, ses courbes nettes, ses fermes carrées, bien loin des représentations folkloriques de la Provence « à la Pagnol ».
Jean-Paul Clébert, Luberonnais d'adoption, a écrit de nombreux livres, malheureusement souvent indisponibles.
Philippe Ragueneau (1917-2003), raconte dans plusieurs de ses livres les ballades du « chat Moune » à Gordes et dans le Luberon.
Peter Mayle a beaucoup écrit sur le Luberon et sur ses mœurs. Son livre le plus connu est le best-seller Une année en Provence.
Olivier Mak-Bouchard situe son premier roman, Le dit du mistral (éditions Le Tripode, 2020), au cœur du Luberon.

### Peinture
Plusieurs maîtres de la peinture ont pris le massif du Luberon comme sujet (de premier plan ou d'arrière-plan) :
- Paul Guigou, né à Villars en 1834, mort en 1871. Exemple d'œuvre : La Durance de Mirabeau
- René Seyssaud, 1867 - 1952. Exemple d'œuvre : Falaise d'ocre
- André Lhote, 1885 - 1962. Exemple d'œuvre : Paysage à Roussillon
- Henri Pertus, 1908 - 1988. Exemple d'œuvre : Paysage du Luberon
- Serge Fiorio, né en 1911 en Suisse, mort en 2011. Il a vécu à partir de 1947 à Montjustin, près de Céreste. Il représente le Luberon avec des formes féminines en arrière-plan de composition de scènes. Exemple d'œuvre : Grand Luberon
- Jorge Soteras dit Soteras, né en Espagne en 1917, mort à Bonnieux en 1990. Exemple d'œuvre : Paysage du Luberon (huile)
- René Métayer, né en 1935. Exemple d'œuvre : Luberon du Paraire, mélange de collage papier et de gouache
- Michel Moskovtchenko, né en 1935, installé dans le Luberon qui est l'un des thèmes de son œuvre : suite de toiles intitulée Luberon (2006-2008).

### Cinéma
Le massif du Luberon a servi de décor à un grand nombre de films et téléfilms, parmi lesquels :
- 1924 : Le Miracle des loups de Raymond Bernard
- 1927 : Napoléon d'Abel Gance
- 1935 : Cigalon de Marcel Pagnol
- 1936 : Le Roman d'un tricheur de Sacha Guitry, tourné à Cavaillon et dans la région
- 1954 : Le Mouton à cinq pattes de Henri Verneuil
- 1955 : La Religieuse de Jacques Rivette
- 1958 : Les Amants de Louis Malle, tourné à L'Isle-sur-la-Sorgue et Velleron
- 1960 : Crésus de Jean Giono
- 1965 : Pierrot le fou de Jean-Luc Godard, tourné notamment au pont de Bonpas et sur les bords de Durance
- 1966 : Mouchette de Robert Bresson, tourné à Gargas et Reillanne
- 1968 : Ce sacré grand-père de Jacques Poitrenaud, tourné à Lourmarin et Ansouis
- 1968 : La Maison des bories de Jacques Doniol-Valcroze, tourné à Lourmarin
- 1970 : Heureux qui comme Ulysse avec Fernandel, tourné en partie à Cavaillon, Roussillon et autour d'Apt
- 1975 : Cousin, cousine de Jean-Charles Tacchella
- 1978 : La Femme qui pleure de Jacques Doillon
- 1978 : Le Sucre de Jacques Rouffio
- 1981 : Les Babas cool (autre titre : Quand tu seras débloqué, fais-moi signe) de François Leterrier, tourné à Forcalquier et Saignon
- 1983 : L'Été meurtrier avec Isabelle Adjani et Alain Souchon, tourné à Villars
- 1986 : Manon des sources et Jean de Florette, tournés à Mirabeau et Vaugines par Claude Berri
- 1987 : La Maison assassinée de Georges Lautner, tourné à Forcalquier, Mane et Gargas
- 1990 : La Gloire de mon père et Le Château de ma mère d'Yves Robert, tourné à Grambois et Vitrolles-en-Luberon
- 1991 : La Belle Histoire de Claude Lelouch, tourné en partie à Roussillon
- 1993 : Le Château des oliviers, série TV de Nicolas Gessner, tournée en partie à Sivergues
- 1993 : A Year in Provence, série TV de la BBC, adaptée du livre de Peter Mayle Une année en Provence, tournée à Lacoste, Ménerbes et Bonnieux
- 1994 : Grosse Fatigue de Michel Blanc
- 1995 : Gazon maudit de Josiane Balasko, tourné entre autres lieux à Apt et Cavaillon
- 1995 : Le Hussard sur le toit de Jean-Paul Rappeneau, tourné en partie à Cucuron (d'après le roman éponyme de Jean Giono)
- 2003 : 18 ans après de Coline Serreau, tourné à Apt
- 2003 : Swimming Pool de François Ozon, tourné principalement à Ménerbes
- 2003 : Un été de canicule, feuilleton télévisé de Sébastien Grall
- 2003 : Zodiaque, feuilleton télévisé de Michel Rome, tourné à Buoux
- 2005 : L'Homme de sa vie de Zabou Breitman, tourné à Robion, Saumane et Gargas
- 2006 : Une grande année de Ridley Scott, tourné principalement à Bonnieux
- 2006 : Les Vacances de Mr. Bean de Steve Bendelack, tourné à Cavaillon, Oppède-le-vieux
- 2006 : Le Cœur des hommes 2 de Marc Esposito, tourné en partie à Lourmarin
- 2008 : Mademoiselle Chambon, film français de Stéphane Brizé avec Vincent Lindon, Sandrine Kiberlain, Aure Atika et Jean-Marc Thibault tourné à Pertuis[113],[114]

### Musique
Knud Viktor compose, dans les années 1970, la Symphonie du Luberon qui est considérée comme son chef-d’œuvre.